# Grand Prix automobile du Canada 2011
Vous lisez un « article de qualité » labellisé en 2011.
GP précédent GP suivant
Le Grand Prix automobile du Canada 2011 (Formula 1 Grand Prix du Canada 2011), disputé le 12 juin 2011 sur le circuit Gilles-Villeneuve, à Montréal, est la 846e épreuve du championnat du monde de Formule 1 courue depuis 1950, la septième manche du championnat 2011 et la quarante-et-unième édition de l'épreuve comptant pour le championnat du monde.
La course est marquée par des conditions climatiques extrêmes qui entraînent son interruption pendant plus de deux heures, ainsi que six interventions de la voiture de sécurité. L'épreuve, qui dure au total plus de quatre heures (très exactement 4 h 4 min 39 s 537, soit historiquement la plus longue durée d'un Grand Prix), est remportée par le Britannique Jenson Button. Sebastian Vettel, pilote Red Bull Racing et leader du championnat du monde, termine deuxième après être parti de la pole position et avoir mené soixante-huit des soixante-dix tours de course. Son coéquipier Mark Webber complète le podium. À l'issue de la course, Button se classe deuxième au championnat du monde des pilotes tandis que Vettel conforte sa première place, avec 161 points sur 175 possibles. À la fin du Grand Prix, dix-sept des vingt-cinq pilotes en lice au championnat du monde ont marqué au moins un point.
Chez les constructeurs, Red Bull Racing conserve la tête du championnat des constructeurs avec 255 points, devant McLaren et Ferrari. À l'issue de la course, neuf des douze écuries engagées au championnat ont marqué des points, Lotus, Virgin et HRT n'en ayant pas encore inscrit.

## Contexte avant le Grand Prix

### Succès populaire du Grand Prix du Canada

#### Montréal se réjouit du retour de la Formule 1 pour promouvoir son image à l'étranger
Sébastien Fauré, président de l'agence de publicité Bleublancrouge se réjouit du retour de l'étape canadienne au calendrier du championnat du monde. Selon lui, « Le Grand Prix est un outil de visibilité inégalable. La Formule 1 représente le quatrième plus grand cirque médiatique du monde après les Jeux olympiques, la Coupe du monde de football et le Super Bowl de la NFL. Pendant deux heures, 600 millions de téléspectateurs dans le monde vont entendre le nom de Montréal. Ça injecte une notoriété phénoménale. »
« En 2005 et en 2006, l'épreuve montréalaise a été la troisième la plus suivie de la saison et depuis, ce classement n'a pas changé. » souligne Romain Roult, chargé de cours en géographie à l'Université du Québec à Montréal et chercheur du groupe de recherche sur les espaces festifs. Romain Roult poursuit en déclarant que Montréal serait particulièrement perdante si elle perdait à nouveau l'organisation du Grand Prix, comme en 2009 au profit d'Istanbul puisque l'organisation d'un tel événement lui permet de se différencier des autres villes comparables d'Amérique du Nord : « Dans les autres métropoles comme Boston et Philadelphie, ce sont les franchises de sport, les équipes qui fonctionnent le mieux. À Montréal, c'est avec de grands événements festifs ponctuels qu'on se démarque, comme la Formule 1 et la Coupe Rogers au Tennis. Si la métropole du Québec devait perdre l'événement pour de bon dans cinq ans, il lui faudrait trouver un remplaçant sinon, qu'est-ce qu’on diffuse comme message ? Montréal deviendrait une perdante du point de vue des événements de prestige. »
Pierre Balloffet, professeur de marketing à HEC Montréal, insiste sur l'importance médiatique du Grand Prix pour la notoriété de Montréal dans le monde : « C'est une course qui a une très belle situation par rapport à la ville. C'est souvent l’occasion de présenter de belles images de Montréal. » Il nuance toutefois ses propos en indiquant que si la ville perd une telle vitrine, cela n'entraînerait pas paour autant une dégradation de l'image de la métropole : « Plusieurs Grand Prix ont été mis à mal ces dernières années et ça n'a pas été vu comme un jugement sur la compétence de ces villes. Les personnes saisissent les enjeux économiques voire le caractère capricieux de certaines décisions. »
Ben Woo, vice-président de BBF productions, un des promoteurs des animations montréalaises autour du Grand Prix estime que le Grand Prix donne une visibilité internationale au Québec et à Montréal : « La Formule 1 à Montréal est un événement assez unique car la course a lieu si près du centre-ville, on ne voit pas ça ailleurs dans le monde, ça permet de plonger les Montréalais dans l'ambiance. »

#### Animations en marge du Grand Prix du Canada

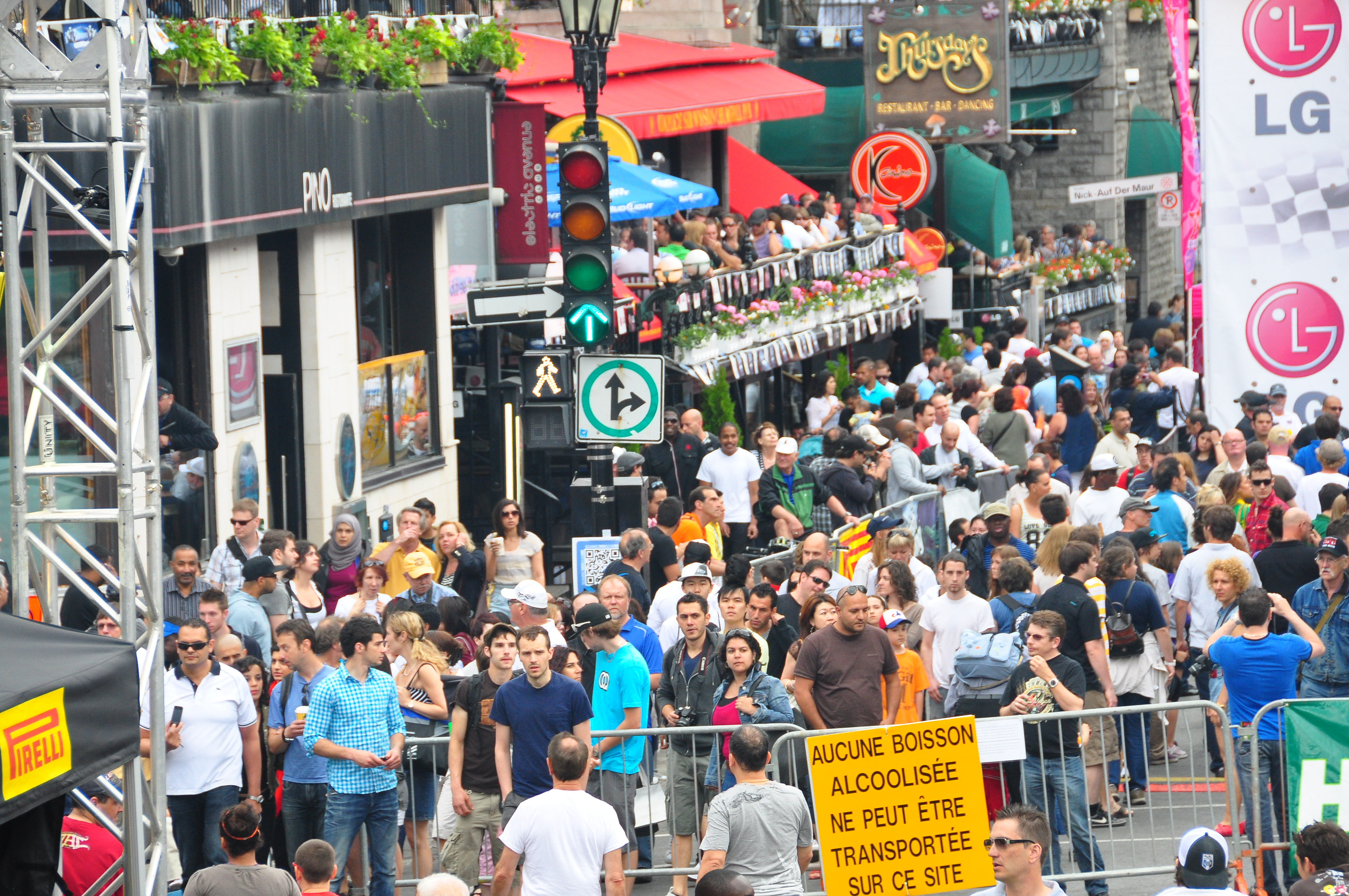
La rue Crescent à l'occasion du Grand Prix du Canada en 2011.

Les festivités entourant le Grand Prix du Canada ont été lancées en grande pompe avec une « soirée glamour » à la gare Windsor réunissant notamment des pilotes, comme Michael Schumacher et des membres de la jet-set québécoise. Du côté de la rue Peel, des dizaines de modèles de Ferrari sont exposés entre les terrasses des restaurants.
Sur la Rue Crescent, une exposition de véhicules de course et de collection a été organisée, l'animation étant complétée par des reconstitutions d'arrêts au stands et par la présences de simulateurs de course automobile : « Il ne manque rien, c'est super! On en profite pour sortir et faire la fête. » déclare un des badauds qui participait à l'animation de la rue. Selon Ben Woo, vice-président de BBF productions, promoteur de l'événement depuis 1999, la fermeture de la rue Crescent durant le week-end du Grand Prix attire chaque année 500 000 personnes : « C'est le week-end le plus lucratif pour les commerçants de la rue. Durant la semaine du Grand Prix, ils vendent pour 6 millions seulement en bière. Au-delà des retombées économiques, l'idée a toujours été de partager notre passion pour la Formule 1 avec tout le monde surtout ceux qui n'ont pas nécessairement le budget pour visiter le site sur l'île Sainte-Hélène. »
Le jeudi matin, sur le circuit Gilles-Villeneuve une opération « portes ouvertes » attire 15 000 curieux qui peuvent visiter les garages où les équipes techniques leur présentent les monoplaces. Des séances d'autographes et de photographies sont organisées avec les pilotes. Certains passionnés attendent pendant deux à trois heures debout au soleil, pour approcher leurs idoles. François Dumontier, promoteur du Grand Prix, se réjouit de l'organisation de cette journée spéciale : « «L'an dernier, lors du retour de notre journée « portes ouvertes » les écuries de Formule 1, les pilotes et leurs équipiers ont été fort coopératifs. C'était le premier contact avec notre public après une absence de vingt-quatre mois. »
Plusieurs autres courses automobiles sont organisées sur le Circuit Gilles-Villeneuve en soutien du Grand Prix : la série Coupe Porsche GT3, la série Ferrari Challenge avec la Ferrari 458 Italia, la Formule Ford Québec et une compétition historique d'anciennes monoplaces de Formule 1 des années 1970 et 1980.

#### Impact financier du Grand Prix du Canada

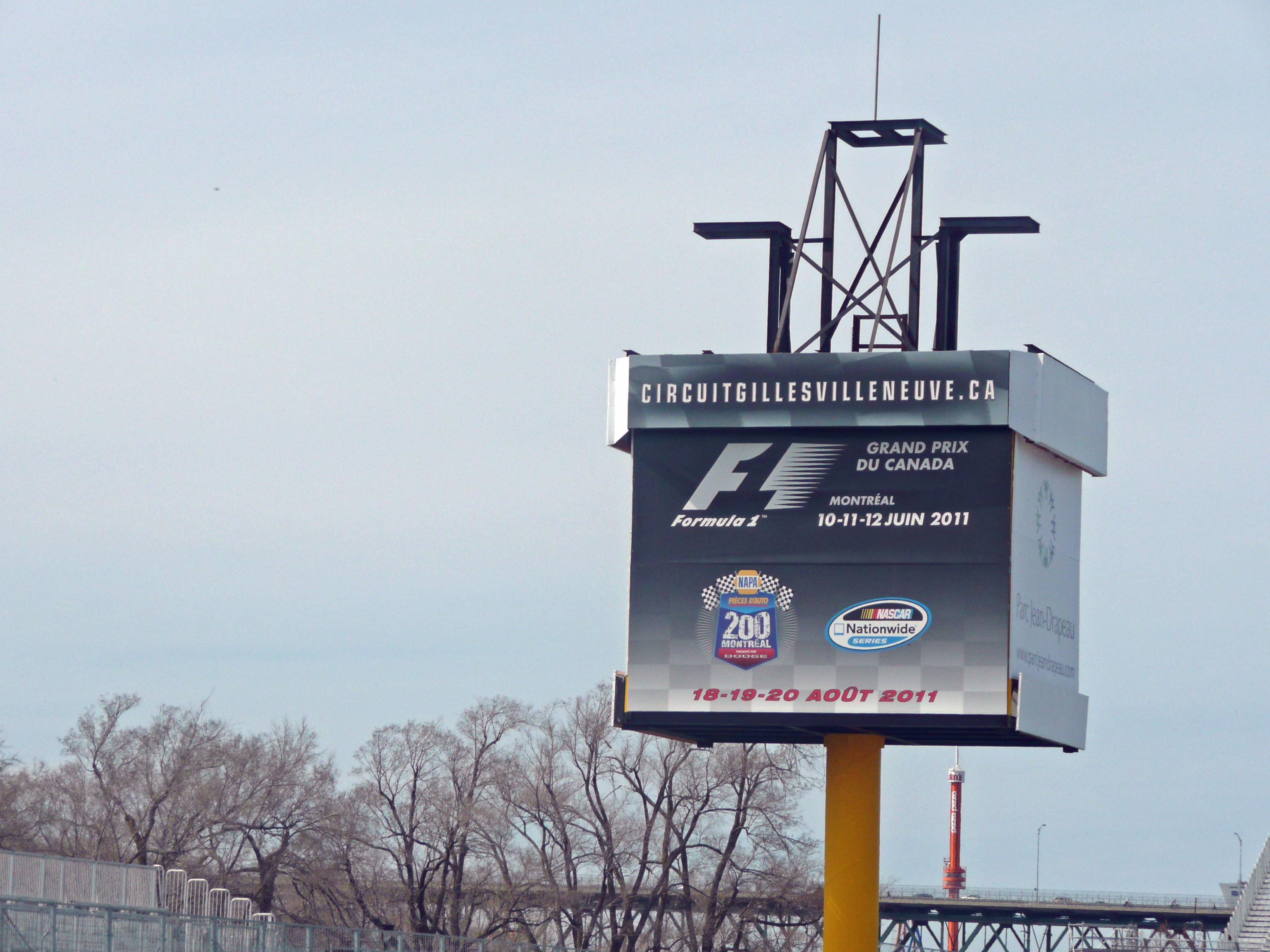
Le circuit Gilles Villeneuve fait le plein à l'occasion du Grand Prix du Canada.

Octane, organisateur du Grand Prix du Canada, révèle le 10 juin que toutes les places en tribune de l'édition 2011 du Grand Prix du Canada sont vendues. À partir de 17 heures, le vendredi, seules les places en « admission générale », pour une journée (de 30 à 80 dollars canadiens selon les jours) ou pour les trois jours de course (100 dollars), sont encore disponibles à la vente. La journée « portes ouvertes » a attiré plus de 15 000 visiteurs sur l'île Notre-Dame,. François Dumontier, président du Grand Prix du Canada et d'Octane, déclare : « Le soutien indéfectible des amateurs de sport automobile nous permet une fois encore de faire du Grand Prix du Canada un des, sinon le, succès populaire de la saison en Formule 1. La perspective d'offrir à nouveau aux téléspectateurs du monde entier des images de nos tribunes bien remplies me réjouit au plus haut point. Voilà qui est tout à l'honneur de notre ville, des Montréalais et des Québécois qui constituent la majorité de notre clientèle. Je me dois de les remercier une fois encore pour leur loyauté. »,
Environ 300 000 spectateurs assistent aux trois jours de compétition sur le circuit Gilles Villeneuve. Ces amateurs de Formule 1 génèrent au moins 35 millions de dollars canadiens pendant toute la durée de l'événement, d'autres retombées financières provenant d'activités extérieures au Grand Prix. Les commerçants de la métropole québécoise encaissent plusieurs dizaines de millions de dollars canadiens durant les jours qui encadrent le week-end de course. Selon des experts, les touristes séjournant à Montréal à cette période de l'année génèrent des retombées financières de l'ordre de 75 à 90 millions de dollars canadiens.
Sylvain Lefebvre, directeur du groupe de recherche sur les espaces festifs à l'Université du Québec à Montréal, annonce : « Il y a beaucoup d'activités à l'extérieur du site par exemple sur la rue Crescent. Mais il y a aussi des colloques ou des congrès qui profitent du prétexte du Grand Prix pour tenir leurs rassemblements à Montréal. D'autres amateurs se rendent dans un restaurant ou un bar pour regarder la course. » Le professeur estime les retombées totales de 75 à 85 millions de dollars canadiens tandis que Tourisme Montréal les évalue à 90 millions en ajoutant les dépenses des Montréalais à celles des touristes,. Tourisme Montréal estime que 20 % des dépenses touristiques sont dévolues à l'hébergement, 25 % à la restauration, 24 % aux transports, 10 % à l'achat de billets d'entrée pour le circuit et 21 % à divers achats divers dans des commerces de détail. Pour Gérald Tremblay, le maire de Montréal, il s'agit de la preuve que l'événement vaut la subvention gouvernementale de 15 millions de dollars remise annuellement à Bernie Ecclestone pour assurer le prix du plateau tandis que Sylvain Lefebvre souligne que la Formule 1 profite surtout à l'industrie du luxe : « Ça profite aux hôtels, à certains commerces. Souvent, ce sont des hôtels et des commerces de luxe. Ce n'est pas vrai que toute l'infrastructure commerciale de Montréal en profite. Donc est-ce que la subvention est justifiée via ce raisonnement-là ? C'est un beau débat. »
Le taux d'occupation des hôtels de Montréal est compris entre 90 et 95 % pendant la tenue de l'événement, c'est la semaine la plus occupée de l'année. William Brown, vice-président principal de l'Association des hôtels du grand Montréal déclare : « Il n'y a pas un seul congrès qui peut battre le Grand Prix. C'est pour ça qu'on a tout fait pour que la Formule 1 revienne à Montréal. »

### Le Grand Prix de Bahreïn est réintroduit, puis annulé

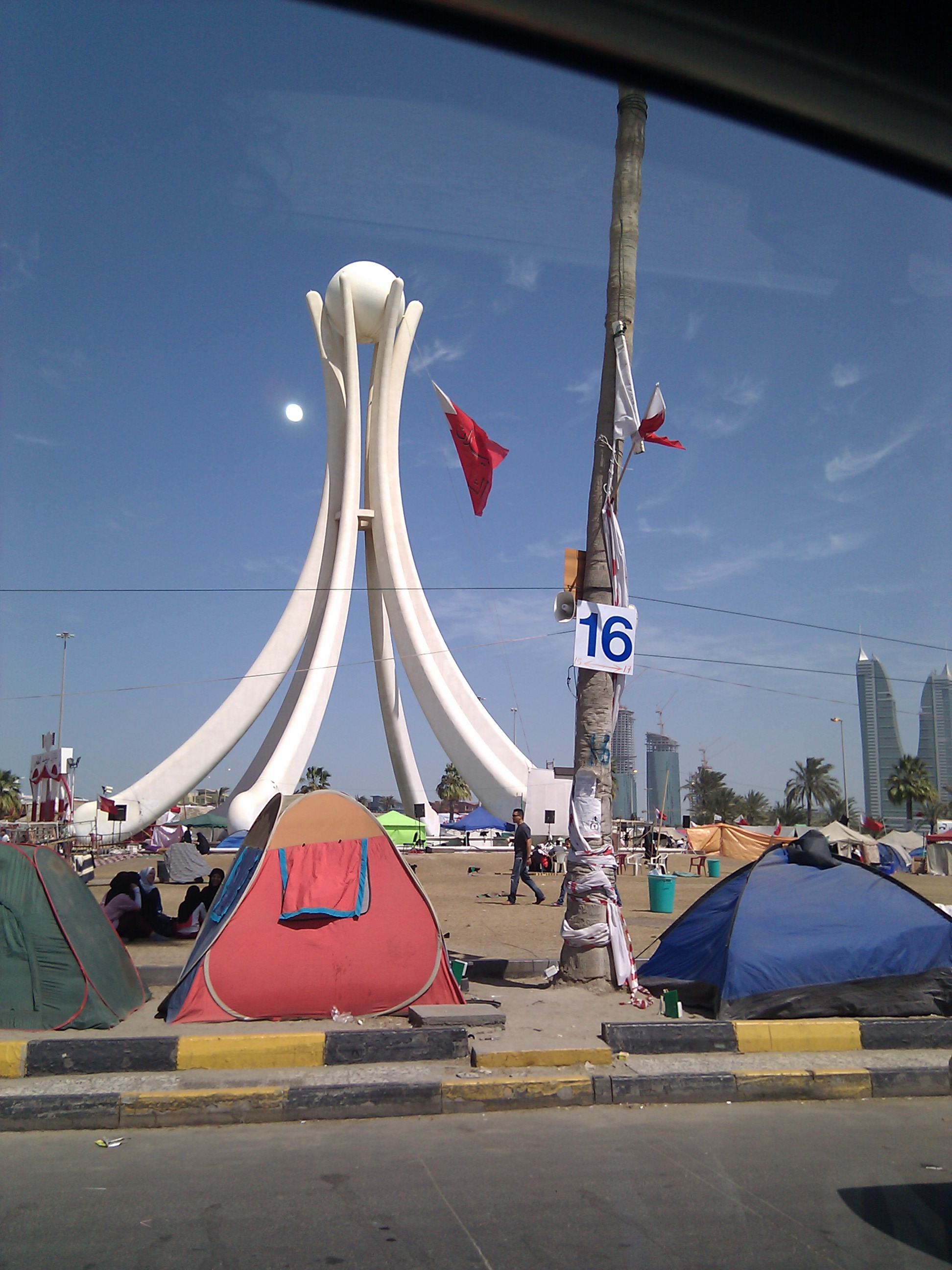
Les manifestations à Bahreïn conduisent à l'annulation du Grand Prix.

Initialement, le calendrier 2011 comporte vingt épreuves mais le Grand Prix de Bahrein, manche inaugurale de la saison qui devait se dérouler le 13 mars 2011, est dans un premier temps annulé le 21 février 2011 en raison de la vague de contestation sociale et politique débutée en février 2011,.
À la suite d'une mission d'enquête effectuée à la demande de Jean Todt, président de la FIA, Carlos Gracia, vice-président de la FIA, se rend à Bahreïn le 31 mai 2011 pour évaluer la situation dans le pays. À l'issue de diverses réunions avec le ministère de l'Intérieur, le Ministère de la Culture et du Tourisme, la Fédération Automobile de Bahreïn et le Circuit International de Bahreïn, le Conseil Mondial du Sport Automobile accepte de réintégrer le Grand Prix de Bahreïn au calendrier du championnat du monde de Formule 1 2011. Le 3 juin 2011, le Grand Prix de Bahreïn est réintroduit et reporté au 30 octobre par le Conseil Mondial du Sport Automobile de la FIA, à la place du Grand Prix d'Inde. Le sheikh Fawaz al-Khalifa, directeur des informations du royaume de Bahreïn, confirme le jour même que la FIA a attribué la date du 30 octobre au Grand Prix de Bahreïn,.
La réintroduction de l'épreuve suscite le mécontentement de nombreux pilotes, dirigeants d'écuries et personnalités du sport automobile ne voyant pas d'un bon œil l'organisation d'un Grand Prix dans un pays en proie à une crise politique.
Damon Hill, président du British Racing Drivers' Club, prend position contre l'organisation du Grand Prix en considérant que le sens moral doit l'emporter sur les millions de dollars en jeu. Hill en veut particulièrement à Bernie Ecclestone qui soutient l'organisation du Grand Prix : « Vous ne pouvez pas seulement baser votre décision pour organiser un Grand Prix en fonction des capacités financières du pays. […] Il est important que la Formule 1 ne soit pas perçue comme étant seulement intéressée par le spectacle, quelles que soient les circonstances. […] La Formule 1, ses équipes, ses pilotes et ses sponsors doivent tenir des valeurs qui sont positives et ambitieuses. La famille régnante à Bahreïn dit vouloir organiser la course et nous le voulons tous mais la F1 doit s'aligner sur le progrès, non sur la répression, et beaucoup de manifestations ont été vivement réprimées […]. Je ne suis pas le porte-parole de la Formule 1 mais je suis surpris et déçu qu'il y ait un manque de déclarations intelligentes de la part de la discipline à un moment où nous devrions essayer de promouvoir le championnat d'une manière positive qui tient compte des droits de l'homme. Il est évident que des événements très violents ont eu lieu à Bahreïn. Ce n'est pas notre pays, c'est leur pays mais la Formule 1 ne peut faire l'autruche concernant Bahreïn : nous ne pouvons pas éviter ce problème et prétendre que les difficultés n'existent pas ou qu'elles se résoudront d'elles-mêmes. […] Je pense que Bernie ne s'exprime pas comme il devrait le faire. Il ne peut pas toujours parler de problèmes sérieux avec un ton aussi désinvolte. »,
Max Mosley, ancien président de la FIA, déclare également « Si j'étais président de la FIA aujourd'hui, la F1 devrait passer sur mon corps pour aller à Bahreïn. Cela ne doit pas arriver, le Grand Prix de F1 va être utilisé par les autorités locales pour falsifier la réalité de la situation. Ils vont essayer d'utiliser le Grand Prix pour soutenir leurs actions. Ils vont pratiquement utiliser la F1 comme un instrument de répression. Il n'y a qu'une raison qui explique que la F1 aille à Bahreïn et elle est politique. Si la F1 devait y aller, ce serait un désastre dans le domaine de la communication et les commanditaires souhaiteront certainement ne pas être vus sur les monoplaces. »

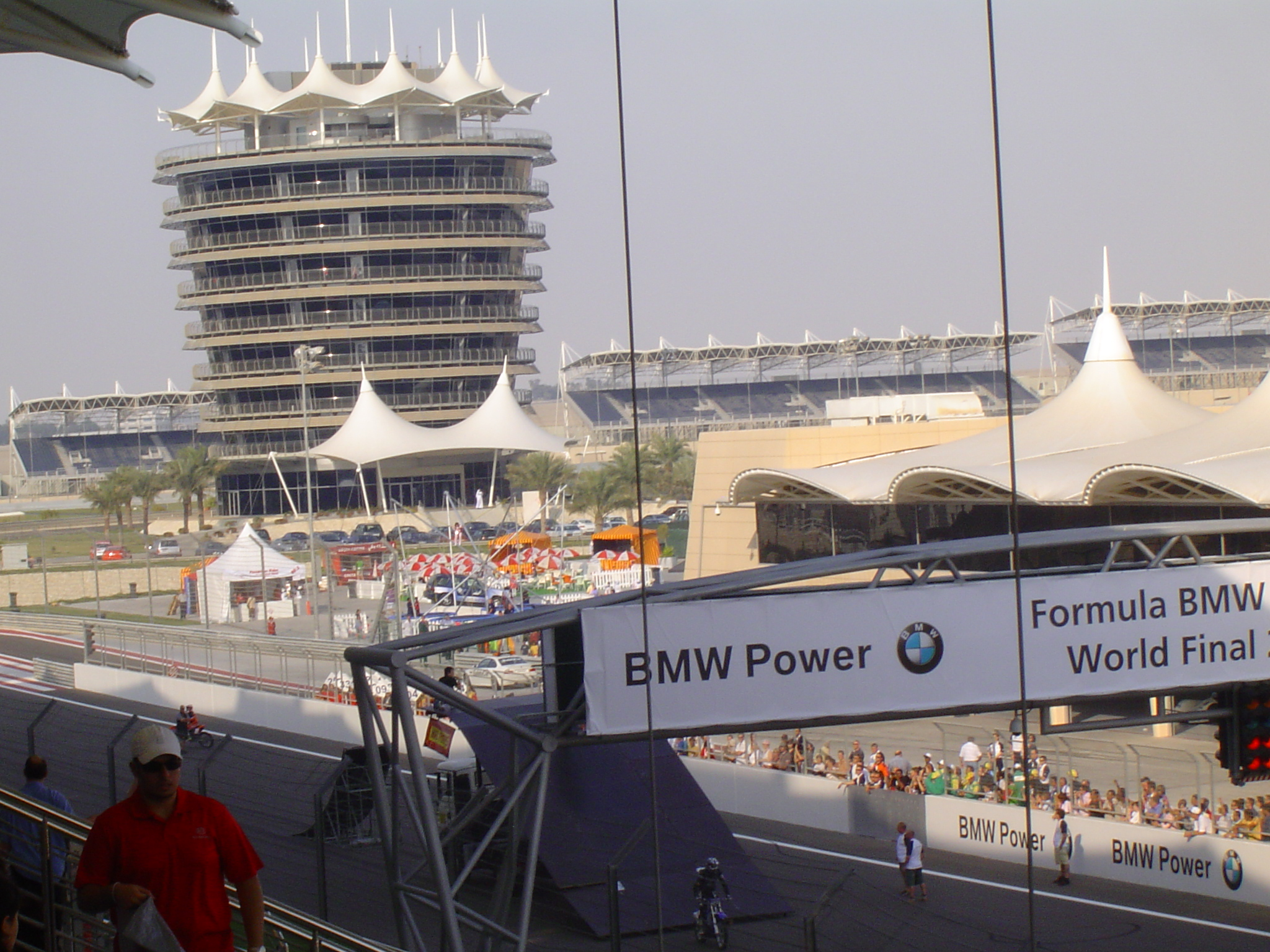
Bahreïn n'accueillera pas la Formule 1 en 2011.

Mark Webber, pilote Red Bull Racing, annonce : « Selon mon opinion personnelle, notre sport aurait dû prendre une position plus ferme plus tôt cette année, au lieu de constamment reporter sa décision dans l'espoir de pouvoir effectivement réintégrer cette course en 2011. Cela aurait envoyé un message très clair sur la position de la Formule 1 sur quelque chose d'aussi fondamental que les droits de l'homme et comment la F1 se préoccupe des problèmes de morale. […] La F1 et le sport en général ne sont pas au-dessus du fait d'avoir une conscience et une responsabilité sociale. J'espère que la F1 retournera à Bahreïn mais ce n'est pas le bon moment pour l'instant. En tant que compétiteur, je ne me sens pas du tout à l'aise à l'idée de devoir aller courir là-bas. […] Il semble inévitable que cela causera plus de tensions pour les gens de ce pays. Je ne comprends pas pourquoi mon sport souhaite se mettre dans une position de catalyseur de ces tensions. »
En réaction à l'ensemble des critiques quant à la tenue du Grand Prix, Jean Todt, président de la FIA et Bernie Ecclestone envisagent alors d'annuler l'épreuve. Le 10 juin, les organisateurs du Grand Prix de Bahreïn annoncent qu'ils renoncent à organiser leur Grand Prix,. Le Grand Prix d'Inde, programmé le 30 octobre sous réserve d'homologation de la FIA et remplacé à cette date par le Grand Prix de Barheïn, reprend finalement sa date initiale avec l'annulation de ce dernier.

### Le Grand Prix d'Austin en difficulté

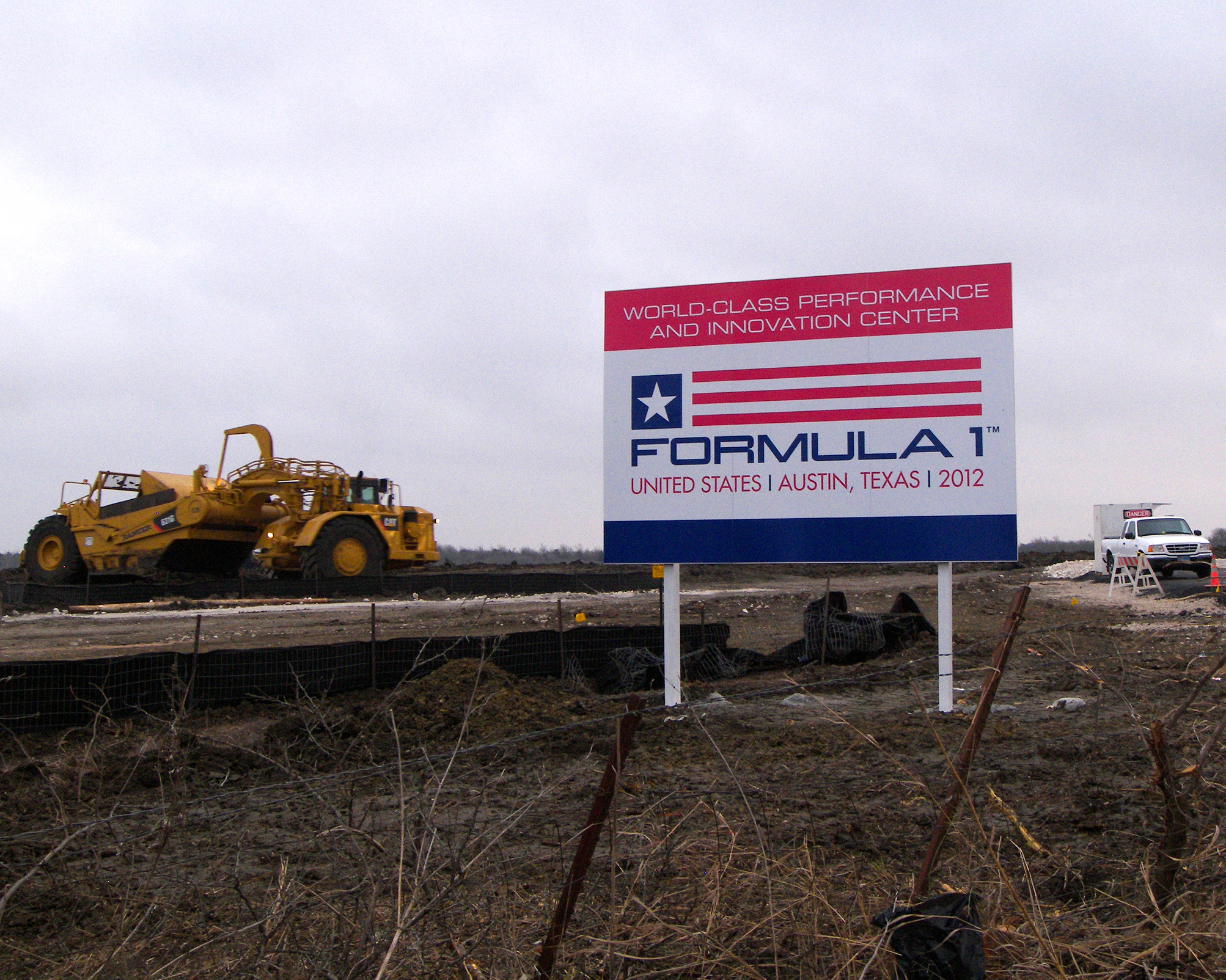
Le chantier du circuit d'Austin qui doit accueillir le Grand Prix des États-Unis en 2012.

Austin doit accueillir son premier Grand Prix des États-Unis en 2012, lors du week-end du 17 juin. Ce choix a été guidé par les contingences logistiques afin de coupler le déplacement avec celui pour le Grand Prix du Canada. Le quotidien local American Statesman annonce toutefois qu'à cette période de l'année, la température peut être problématique pour les pilotes : le 17 juin 2009, il faisait 38 °C à Austin. Nick Craw, membre de la FIA, reconnaît que la date retenue n'est pas idéale et pourrait être changée : « C'est la date proposée, elle ne sera pas définitive avant la réunion de septembre ou de décembre. Une date en automne reste donc possible et offrirait possiblement un temps plus frais. »
Peu après cette annonce, les organisateurs du Grand Prix des États-Unis déclarent, par l'entremise de leur avocat Richard Suttle, que la ville d'Austin a toujours le pouvoir d'annuler la course si elle ne souhaite pas prendre la responsabilité du projet et l'approuver vis-à-vis du gouvernement du Texas. En effet, le conseil municipal d'Austin a découvert qu'en cas d'absence de validation du projet de sa part, les organisateurs ne pourront pas toucher les 25 millions de dollars de subvention de l'état du Texas. Si la ville d'Austin signe, elle devra en outre verser 4 millions de dollars annuels, une somme prise en charge par les organisateurs la première année avant d'être financée par les taxes récoltées par le tourisme lié au circuit les années suivantes.
Un gros risque a donc été pris par les organisateurs : « Il y a effectivement une possibilité réelle, si le processus ne va pas à son terme, que le projet s'arrête et que les mille employés qui travaillent déjà dessus perdent leur emploi. L'événement lui-même pourrait être remis en cause, c’est une possibilité. Ce n'est pas juste un pari, c'est une pleine confiance dans notre ville et dans le fait qu'ils vont réaliser que c'est un bénéfice pour notre communauté et notre région. » déclare Richard Suttle. La décision du conseil municipal doit être rendue fin juin afin que les organisateurs puissent verser à Bernie Ecclestone avant fin juillet la somme de 40 millions de dollars nécessaire à l'organisation de la course de 2012.

### DRS
À l'occasion du Grand Prix du Canada, et pour la première fois de la saison, deux zones sont définies pour permettre l'utilisation de l'aileron arrière ajustable. La FIA a en effet décidé de profiter des deux lignes droites du circuit pour faciliter les dépassements. Il n'y aura qu'un seul point de détection, valable pour les deux zones dans lesquelles sera autorisé le DRS (« Drag Reduction System »).
À la sortie de l’épingle du virage no 10, déjà propice aux dépassements, tout pilote à moins d'une seconde de celui qui le précède peut actionner son DRS une première fois dans la ligne droite qui suit puis, après avoir franchi la chicane, il est possible d'activer à nouveau le DRS dans la ligne droite des stands. Jenson Button déclare : « Vous pourrez vraiment perdre deux places. Si vous êtes en tête du wagon et qu'il y a deux voitures derrière vous, l'une des deux peut vous doubler dans la première ligne droite et la seconde dans la ligne droite des stands. »

### Évolutions des monoplaces

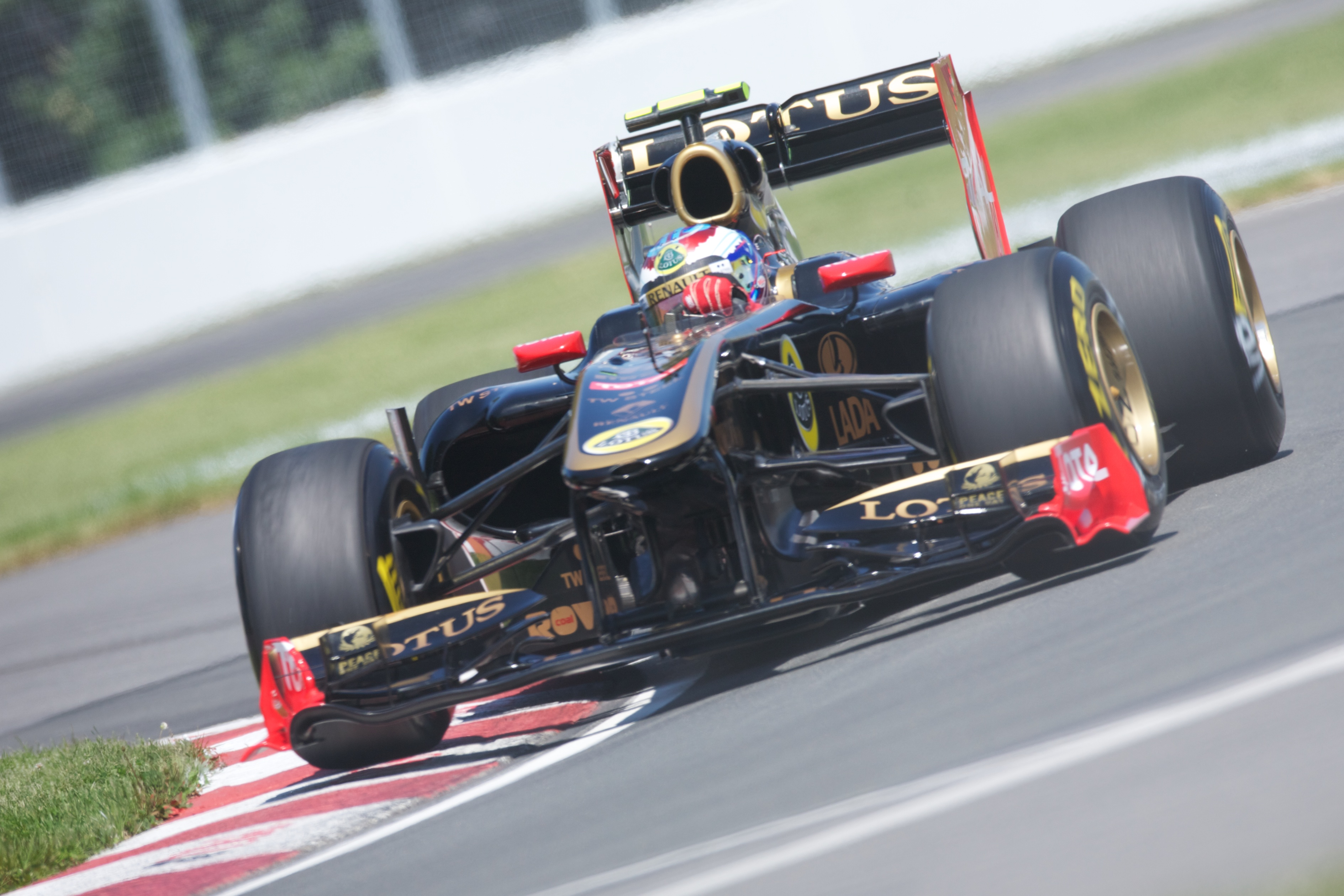
La Renault R31 adopte une nouvelle configuration aérodynamique à Montréal.

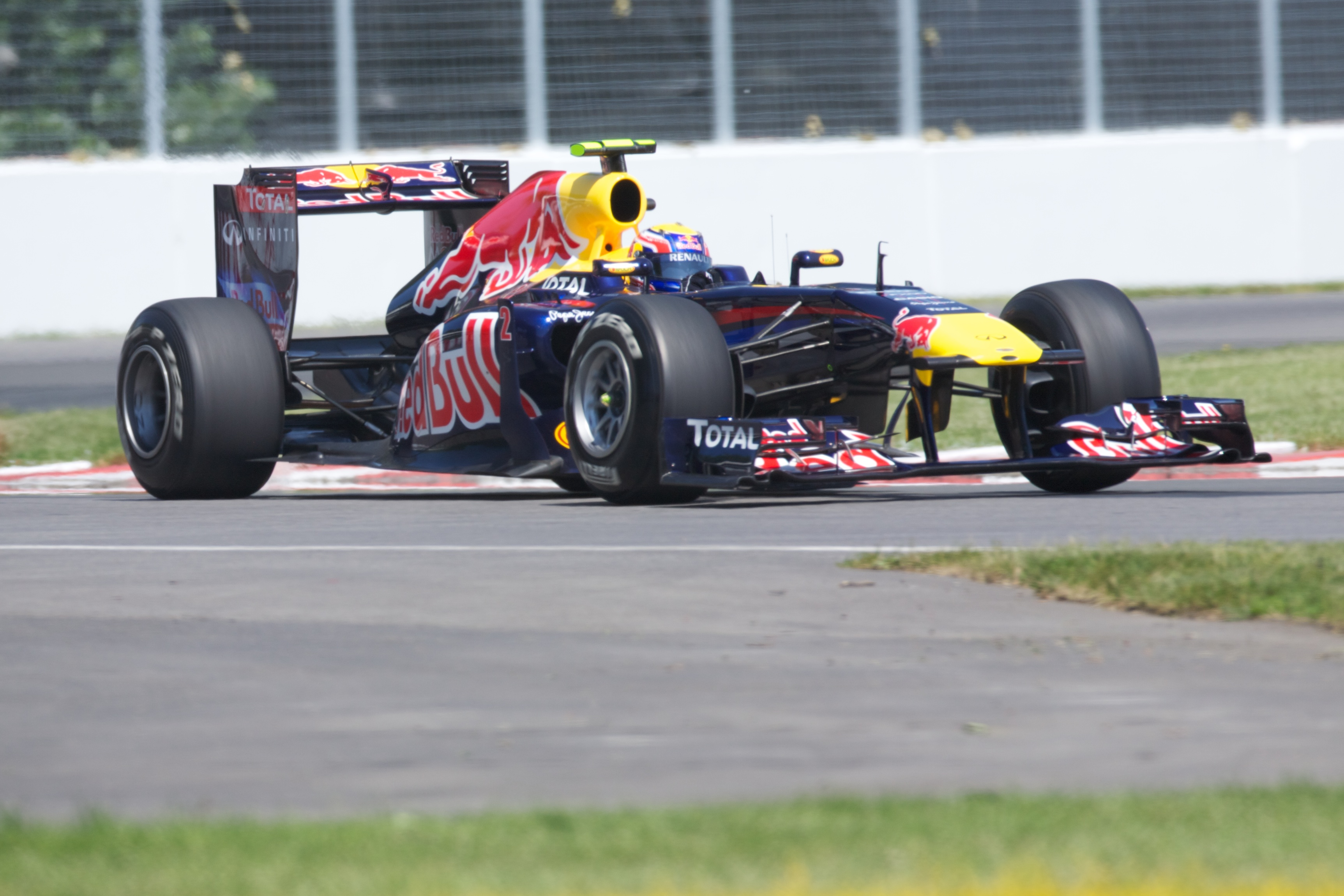
La Red Bull RB7 n'est pas aérodynamiquement avantagée à Montréal.

HRT présente au Canada une Hispania F111 dotée d'un nouveau diffuseur soufflé par les gaz d'échappement de son moteur Cosworth alors qu'elle menaçait de faire plusieurs réclamations à Barcelone et Monaco à l'encontre des écuries disposant de ce système. Comme le moteur Cosworth ne souffle pas au freinage comme les blocs Ferrari, Mercedes-Benz ou Renault, HRT n'est pas concerné par les nouvelles dispositions de la FIA. Marussia Virgin Racing est maintenant la seule équipe à ne pas faire déboucher ses échappements dans ou au niveau du diffuseur arrière.
Sauber annonce que ses ingénieurs travaillent sur une amélioration de la motricité et du freinage de la Sauber C30. James Key déclare ainsi : « C'est un circuit qui propose plusieurs virages lents et il faudra donc avoir une bonne motricité. Le freinage sera aussi un facteur critique. De ce fait, il faudra une monoplace stable au freinage et un bon refroidissement des disques. […] Nous avons adapté notre voiture pour cette course durant laquelle elle roulera avec peu d'appuis aérodynamiques. »
Marussia Virgin Racing est entrée en contact avec McLaren et Mercedes-Benz pour envisager une collaboration technique en 2012. L'écurie souhaiterait, comme Force India, acheter certains éléments (moteur, transmission, SREC et suspension arrière) auprès d'eux et abandonner une approche technique uniquement dépendante de la mécanique des fluides numérique.
Red Bull Racing pense ne pas être aussi dominatrice que lors des Grands Prix précédents, la Red Bull RB7 étant moins performante sur ce type de circuit, malgré des réglages aérodynamiques revus en conséquence. Mark Webber déclare ainsi : « Il n'y a que des virages lents et des lignes droites et nous allons rouler avec moins d'appuis aérodynamiques. Ces lignes droites ne sont pas idéales pour notre voiture. » tandis que Sebastian Vettel confie : « Ce week-end s'annonce comme l'un des plus difficiles de la saison pour nous. »
James Allison, le directeur technique de Lotus Renault GP annonce que les monoplaces Renault R31 utiliseront un nouvel aileron arrière qui intègrera un nouveau Drag Reduction System qui perd plus de traînée lors de son activation. La monoplace étrennera un nouvel aileron avant pour équilibrer le niveau d'appui sur l'arrière et le refroidissement des freins sera particulièrement soigné avec l'emploi de la CFD, de test en soufflerie et de dynamométrie.
Sam Michael, le directeur technique de Williams, indique apporter un « package » spécial pour la Williams FW33 au Canada : nouvel aileron avant, nouvelles écopes de freins, nouveaux déflecteurs latéraux et diffuseur modifié en complément d'un aileron arrière spécial.
Mike Gascoyne, le directeur technique de l'équipe Lotus annonce également un nouveau « package » à faibles appuis aérodynamiques qui a donné de bons résultats en soufflerie pour la course de Montréal. Tony Fernandes, propriétaire de l'équipe, se montre confiant : « Sur la piste, nous aurons une autre chance de voir combien nous avons encore appris de la voiture. Monaco n'était pas le meilleur endroit pour faire des progrès significatifs avec le nouveau package mais notre bonne fiabilité nous a permis de recueillir beaucoup de données qui nous aideront à signer une belle performance à Montréal. »

## Essais libres

### Première séance, le vendredi à 10 h
| Pos. | Pilote             | Voiture          | Chrono         | Écart     |
| ---- | ------------------ | ---------------- | -------------- | --------- |
| 1    | Nico Rosberg       | Mercedes         | 1 min 15 s 591 |           |
| 2    | Fernando Alonso    | Ferrari          | 1 min 16 s 139 | + 0 s 548 |
| 3    | Michael Schumacher | Mercedes         | 1 min 16 s 549 | + 0 s 958 |
| 4    | Felipe Massa       | Ferrari          | 1 min 16 s 658 | + 1 s 067 |
| 5    | Jenson Button      | McLaren-Mercedes | 1 min 16 s 676 | + 1 s 085 |
| 6    | Lewis Hamilton     | McLaren-Mercedes | 1 min 16 s 842 | + 1 s 251 |

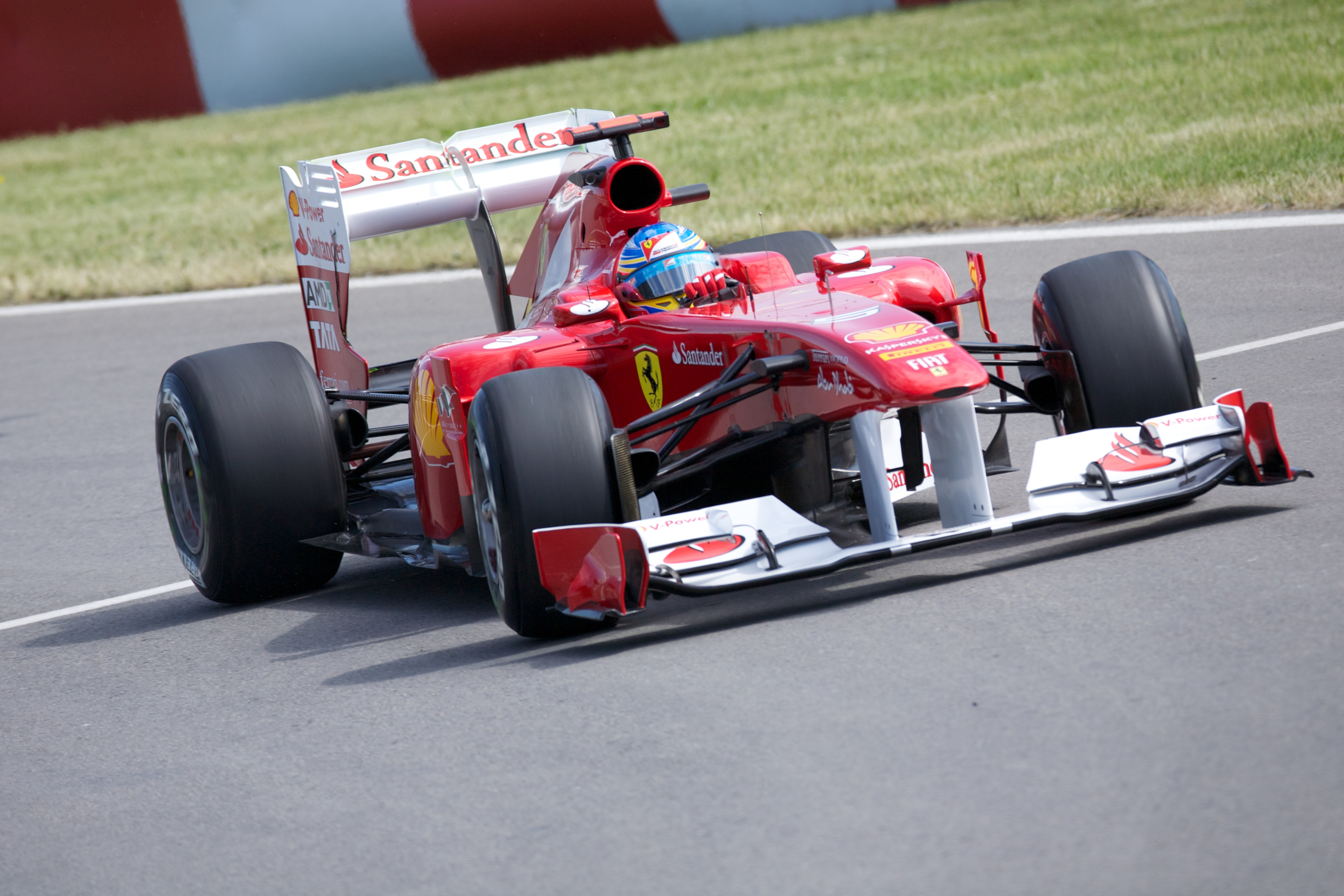
Fernando Alonso se classe deuxième de la première séance d'essais libres.

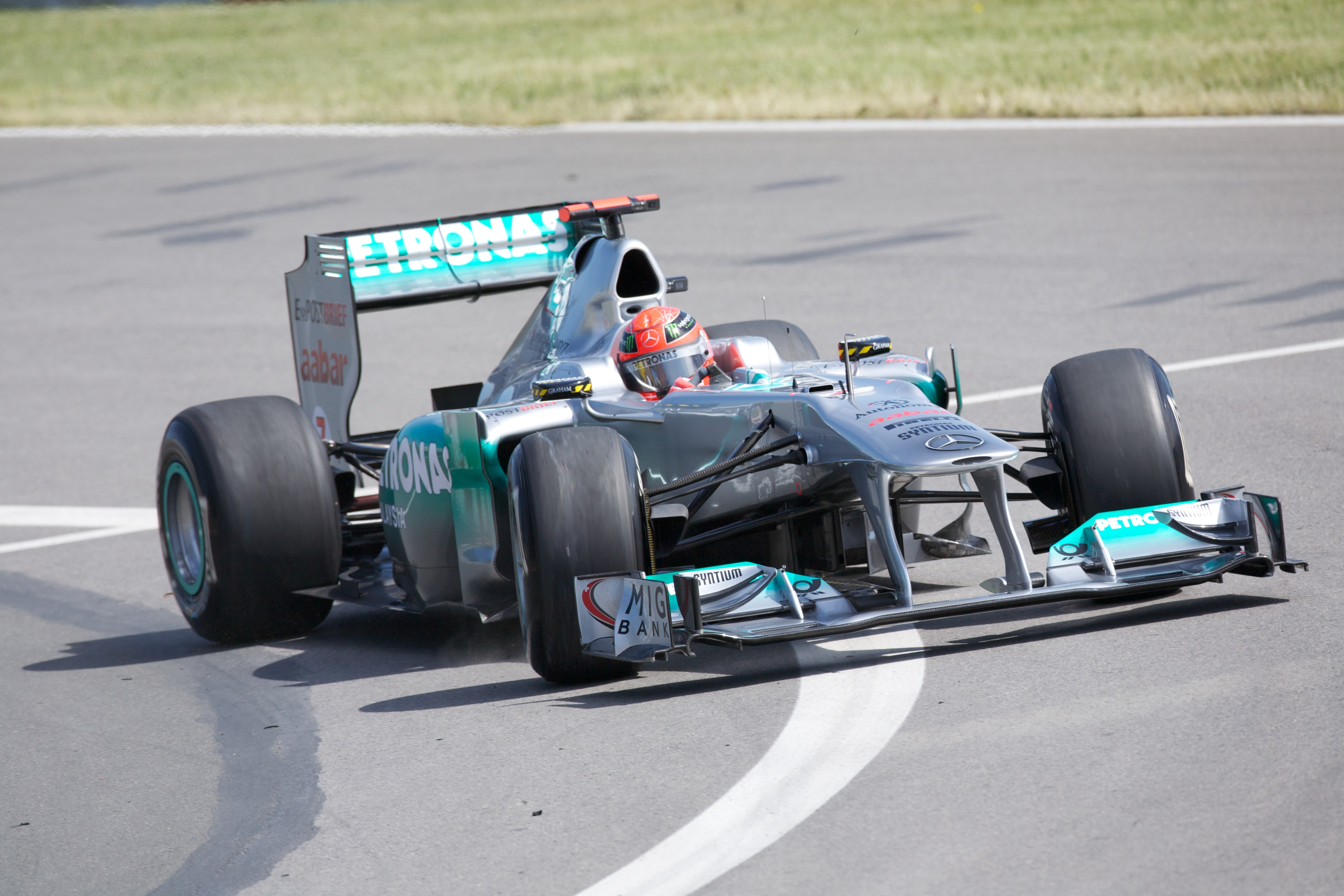
Michael Schumacher se classe troisième de la première séance d'essais libres.

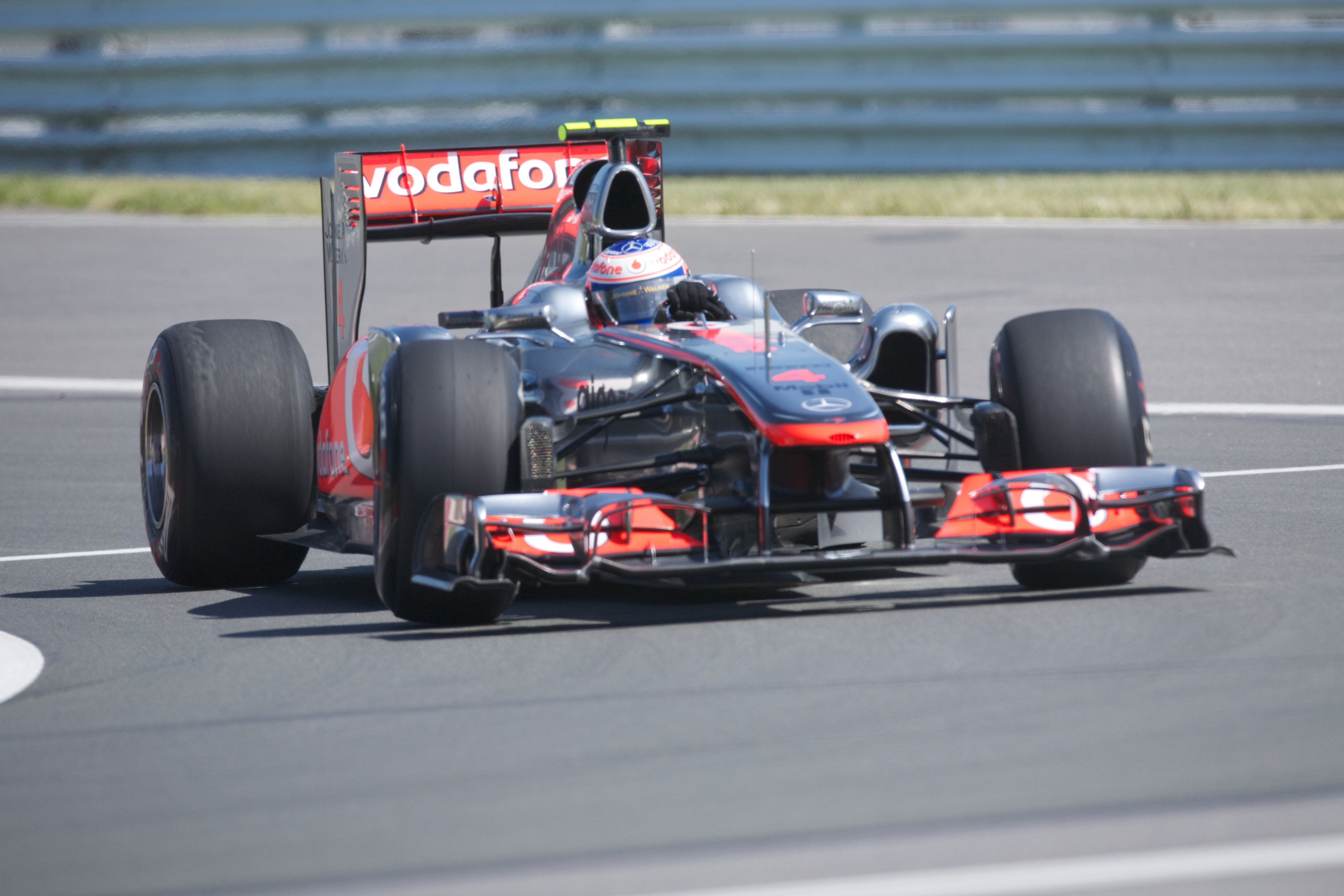
Jenson Button se classe cinquième de la première séance d'essais libres.

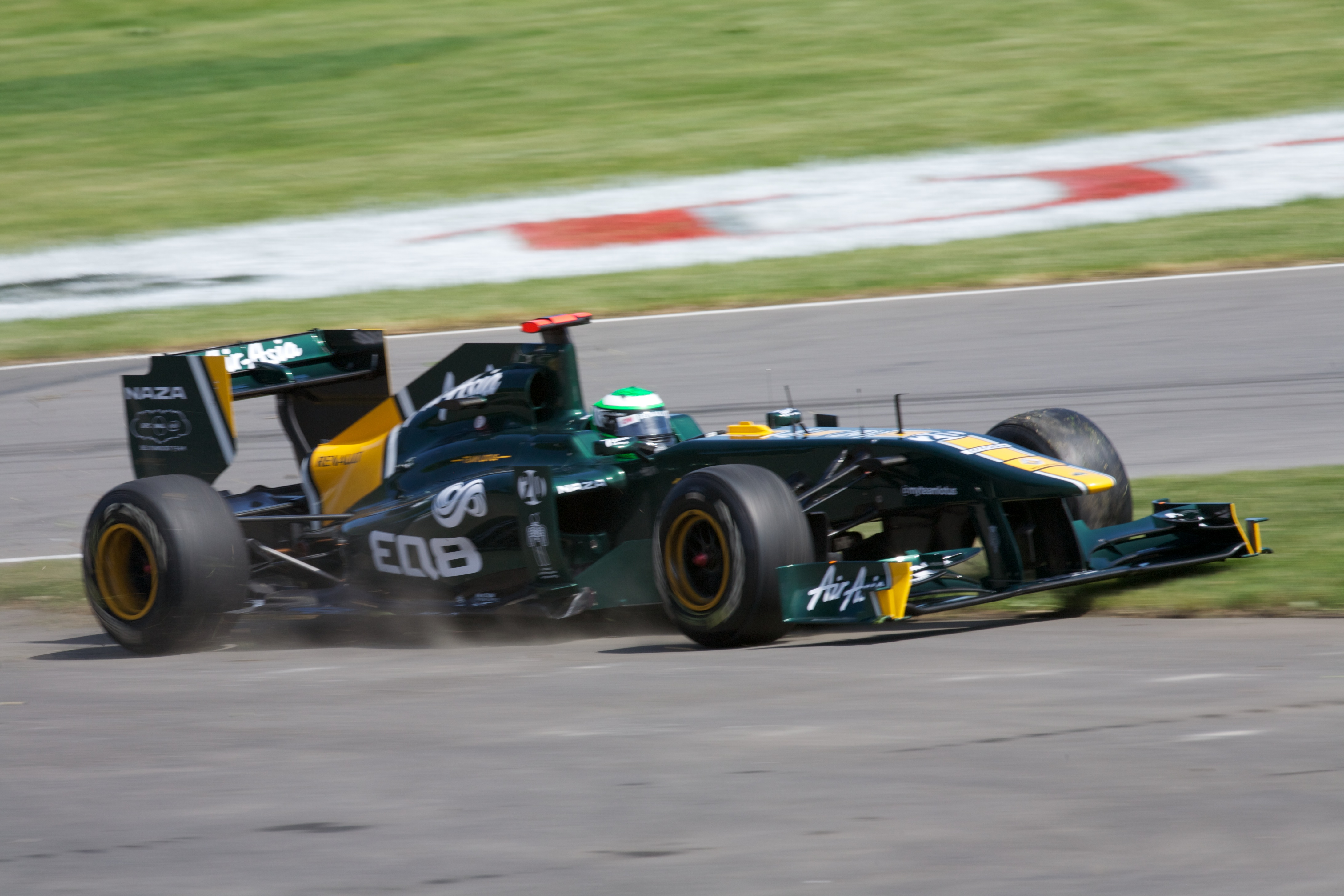
Heikki Kovalainen en difficulté lors des essais libres.

La température est de 17 °C dans l'air et 28 °C sur la piste au départ de la première séance d'essais libres du Grand Prix du Canada. Les pilotes prennent rapidement tous la piste pour boucler un premier tour d'installation afin de tester les pneus Pirelli, identiques à ceux utilisés à Monaco (les deux mélanges les plus tendres de l'ensemble de la gamme) et pour nettoyer la piste, très sale lors de cette première journée,,.
Daniel Ricciardo signe au bout de vingt minutes le premier temps chronométré en 1 min 26 s 560, rapidement battu par Fernando Alonso en 1 min 22 s 158 puis 1 min 19 s 981. Michael Schumacher réalise alors un tour en 1 min 18 s 821 puis, alors qu'il reste encore une heure d'essais, Lewis Hamilton abaisse le temps au tour à 1 min 18 s 395,.
Fernando Alonso se replace en tête du classement à mi-séance en 1 min 18 s 326 avant de céder sa place à Nico Rosberg (1 min 18 s 104) et Felipe Massa (1 min 17 s 707 et 1 min 17 s 431). À une demi-heure de la fin de la session, Sebastian Vettel rate le passage de la dernière chicane et s'encastre dans le mur « Bienvenue au Québec » au début de la ligne droite des stands : la direction de course interrompt la séance sur drapeau rouge, le temps de dégager la monoplace,,.
La séance est relancée six minutes plus tard et Alonso reprend la tête du classement en 1 min 17 s 102. Felipe Massa, en perdition, frôle un muret, sans dommage, puis Nick Heidfeld part en tête-à-queue, sans rien toucher. À vingt minutes du terme de la séance, Fernando Alonso améliore en 1 min 16 s 139 et relègue ainsi son équipier à huit dixièmes et Nico Rosberg, à 1 s 3. Rosberg prend ensuite la tête en 1 min 16 s 002 puis 1 min 15 s 591, temps qui ne sera plus amélioré. Rosberg termine donc cette séance à la première place devant Alonso, Schumacher, Massa, Jenson Button et Hamilton,,.
À l'issue de la première séance d'essais libres, l'écurie Sauber annonce que Pedro de la Rosa remplacera Sergio Pérez pour le reste du week-end de course, le pilote mexicain n'étant pas totalement remis de son accident du Grand Prix de Monaco. Peter Sauber, qui était en discussion avec Martin Whitmarsh, le directeur de l'écurie McLaren, depuis le début de la semaine dans l'éventualité où Pérez ne disputait pas le Grand Prix du Canada, a obtenu que McLaren accepte de libérer son pilote de réserve. Peter Sauber, qui n'a jamais envisagé de remplacer Pérez par son propre pilote de réserve Esteban Gutiérrez,, déclare d'une part : « Cette situation nous a pris par surprise parce que Sergio a passé des tests médicaux complets, d'abord à Monaco, ensuite à Zurich et enfin avec les médecins de la FIA qui lui ont donné le feu vert hier. Personne n'aurait pu prévoir qu'il allait se sentir mal. Peut-être qu'on prend un peu trop de précautions mais quand il s’agit de la santé de nos pilotes, on ne prend aucun risque. Je tiens à remercier Pedro de la Rosa et McLaren de nous aider dans cette situation. » et d'autre part : « Nous sommes responsables de lui [Esteban Gutiérrez] et avons un contrat de plusieurs années avec lui. Il est très important pour nous de le hisser en F1 doucement, cela aurait été une erreur de le mettre dans la voiture au Canada. Il est important qu'il puisse se concentrer sur le GP2 et qu'il puisse progresser dans ce championnat. » Sergio Pérez a confié sa déception, très déçu de manquer une deuxième course de suite : « De toute évidence je voulais piloter et je n'avais aucun doute sur le fait que j'allais bien. Mais apparemment ce n’est malheureusement pas le cas, je suis très déçu, j'ai parlé à l’équipe après la séance et je leur ai dit que je n'étais pas à 100 % en forme. J'ai besoin de plus de temps pour me remettre. »,,.
Heikki Kovalainen a écopé d’une amende de 600 euros pour avoir dépassé la vitesse maximale autorisée dans la voie des stands. Il a été flashé à 62,3 km/h, la limite étant fixée à 60 km/h.
- Daniel Ricciardo, pilote essayeur chez Toro Rosso, a remplacé Sébastien Buemi lors de cette séance d'essais.
- Nico Hülkenberg, pilote essayeur chez Force India, a remplacé Adrian Sutil lors de cette séance d'essais.

### Deuxième séance, le vendredi à 14 h
| Pos. | Pilote           | Voiture              | Chrono         | Écart     |
| ---- | ---------------- | -------------------- | -------------- | --------- |
| 1    | Fernando Alonso  | Ferrari              | 1 min 15 s 107 |           |
| 2    | Sebastian Vettel | Red Bull-Renault     | 1 min 15 s 476 | + 0 s 369 |
| 3    | Felipe Massa     | Ferrari              | 1 min 15 s 601 | + 0 s 494 |
| 4    | Lewis Hamilton   | McLaren-Mercedes     | 1 min 15 s 977 | + 0 s 870 |
| 5    | Jenson Button    | McLaren-Mercedes     | 1 min 15 s 989 | + 0 s 882 |
| 6    | Paul di Resta    | Force India-Mercedes | 1 min 16 s 089 | + 0 s 982 |

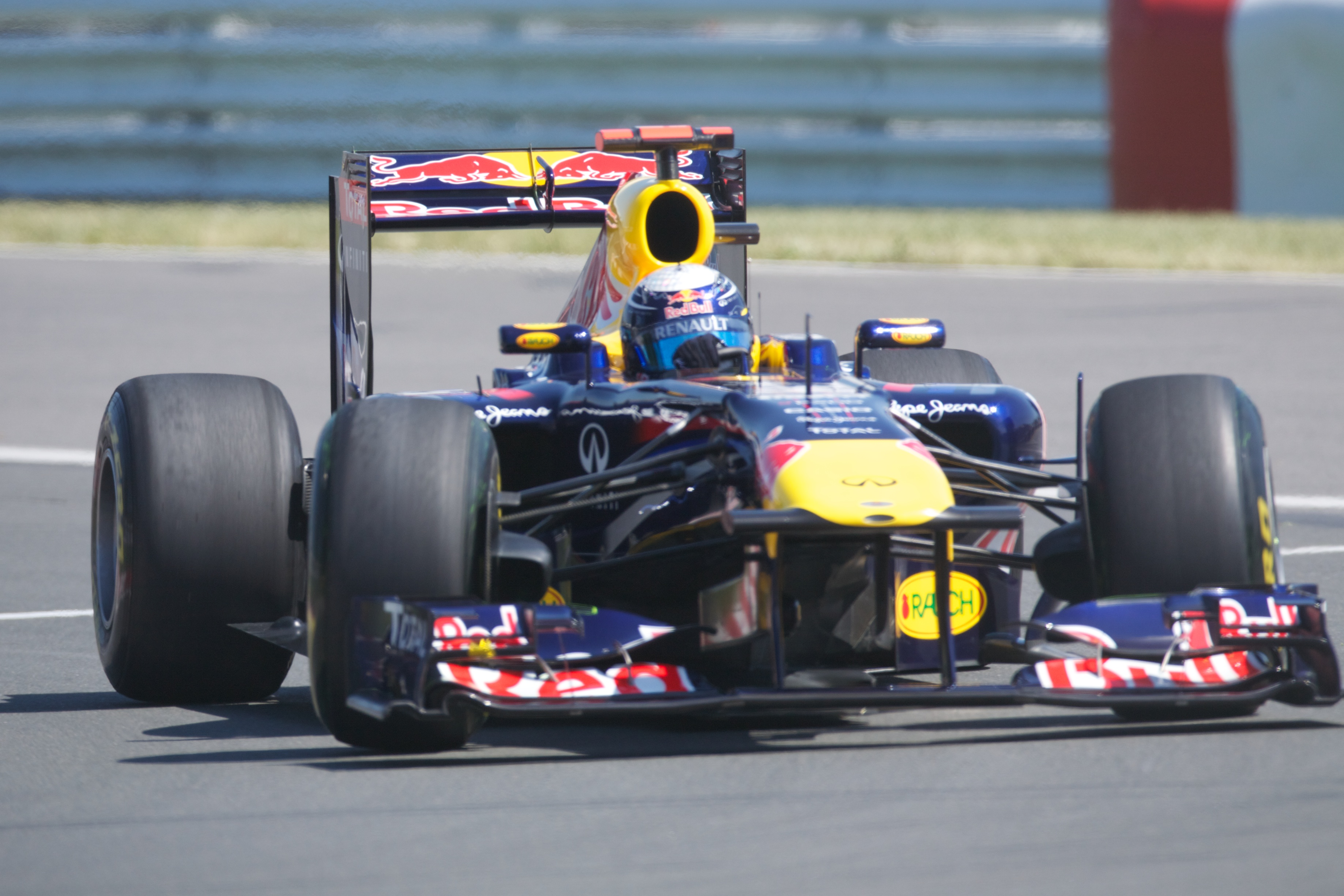
Sebastian Vettel se classe deuxième de la seconde séance d'essais libres.

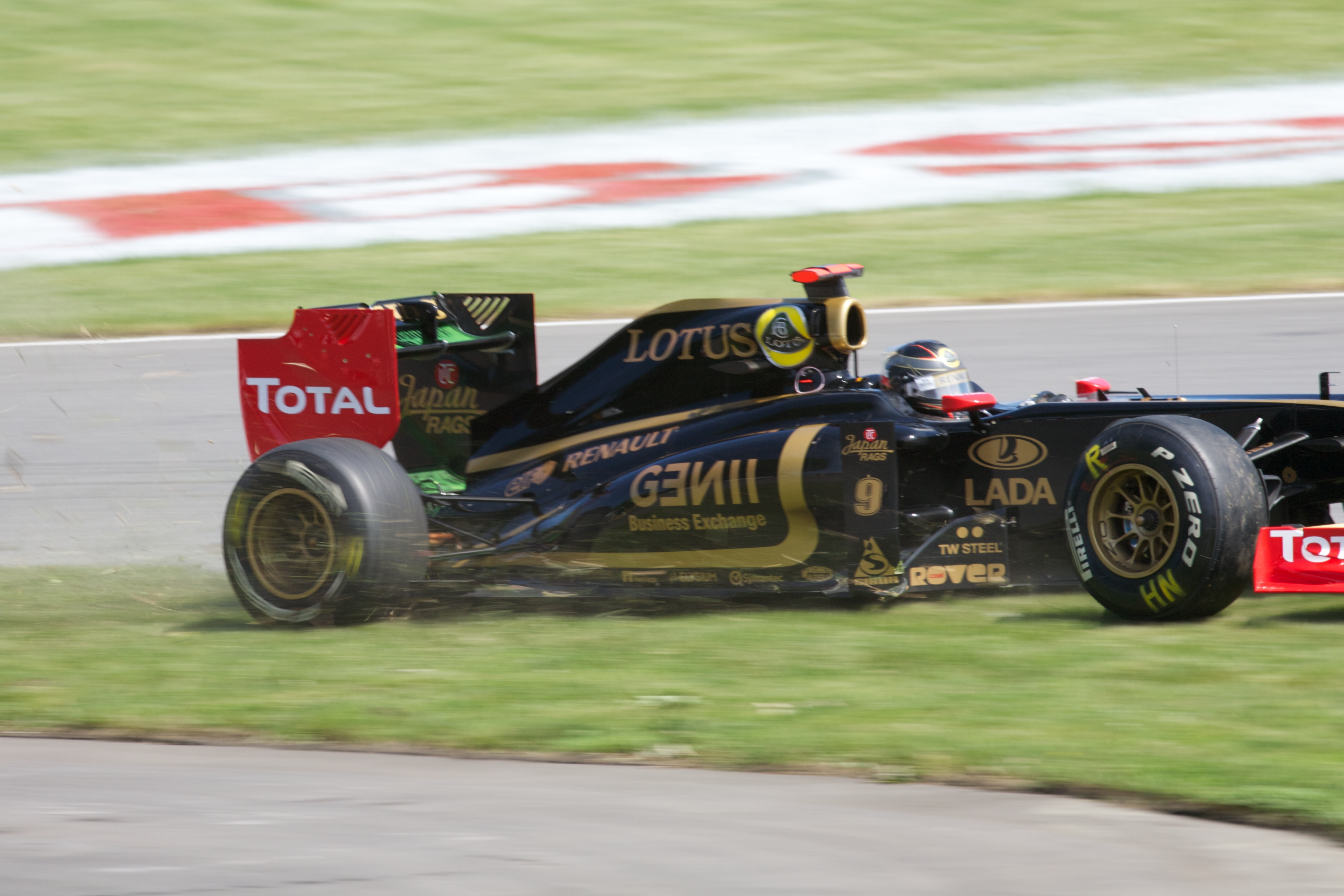
Nick Heidfeld en difficulté lors des essais libres.

La température est de 23 °C dans l'air et 44 °C sur la piste au départ de la deuxième séance d'essais libres. Les pilotes s'élancent très vite en piste et Nick Heidfeld signe le premier temps de référence en 1 min 17 s 499 puis l'améliore en 1 min 17 s 037. Plusieurs pilotes se relaient ensuite en tête, Fernando Alonso tourne ainsi en 1 min 16 s 985, Mark Webber en 1 min 16 s 596 et son coéquipier Sebastian Vettel améliore à trois reprises (1 min 16 s 262, 1 min 15 s 739 puis 1 min 15 s 476),,.
Alonso reprend ensuite la tête du classement en signant un tour en 1 min 15 s 205. À quarante minutes de la fin de la séance, Adrian Sutil touche le mur, casse sa suspension avant gauche et doit abandonner ses essais. Peu après, Kamui Kobayashi écrase à son tour sa monoplace, ce qui provoque une interruption de séance sur drapeau rouge,,. La session reprend pour vingt-deux minutes et Pedro de la Rosa prend la piste pour la première fois au volant de la Sauber de Sergio Pérez. Dans le troisième virage, Jérôme d'Ambrosio fait une erreur qui le propulse derrière le vibreur du quatrième virage : ne pouvant plus tourner, le pilote belge percute le mur et endommage sévèrement sa monoplace. La séance est une nouvelle fois interrompue par un drapeau rouge. Lewis Hamilton, qui s'était relancé en pneus tendres, rejoint son stand avec le pneu arrière droit crevé après avoir roulé sur un débris en carbone,.
La séance est relancée quelques minutes plus tard et tous les pilotes chaussent leurs pneus tendres. Fernando Alonso améliore son meilleur temps en 1 min 15 s 107 et signe le meilleur temps de la journée. Les deux pilotes Mercedes sont les grands absents de cette session : après avoir réalisé le meilleur temps le matin, Nico Rosberg ne pointe qu'au dix-neuvième rang juste devant son équipier Michael Schumacher, troisième le matin,.
- Pedro de la Rosa, pilote de réserve chez McLaren, remplace, chez Sauber, Sergio Pérez pour le reste du week-end de course[57].

### Troisième séance, le samedi à 11 h
| Pos. | Pilote           | Voiture          | Chrono         | Écart     |
| ---- | ---------------- | ---------------- | -------------- | --------- |
| 1    | Sebastian Vettel | Red Bull-Renault | 1 min 13 s 381 |           |
| 2    | Fernando Alonso  | Ferrari          | 1 min 13 s 701 | + 0 s 320 |
| 3    | Nico Rosberg     | Mercedes         | 1 min 13 s 919 | + 0 s 538 |
| 4    | Felipe Massa     | Ferrari          | 1 min 13 s 956 | + 0 s 575 |
| 5    | Jenson Button    | McLaren-Mercedes | 1 min 14 s 335 | + 0 s 954 |
| 6    | Lewis Hamilton   | McLaren-Mercedes | 1 min 14 s 469 | + 1 s 088 |

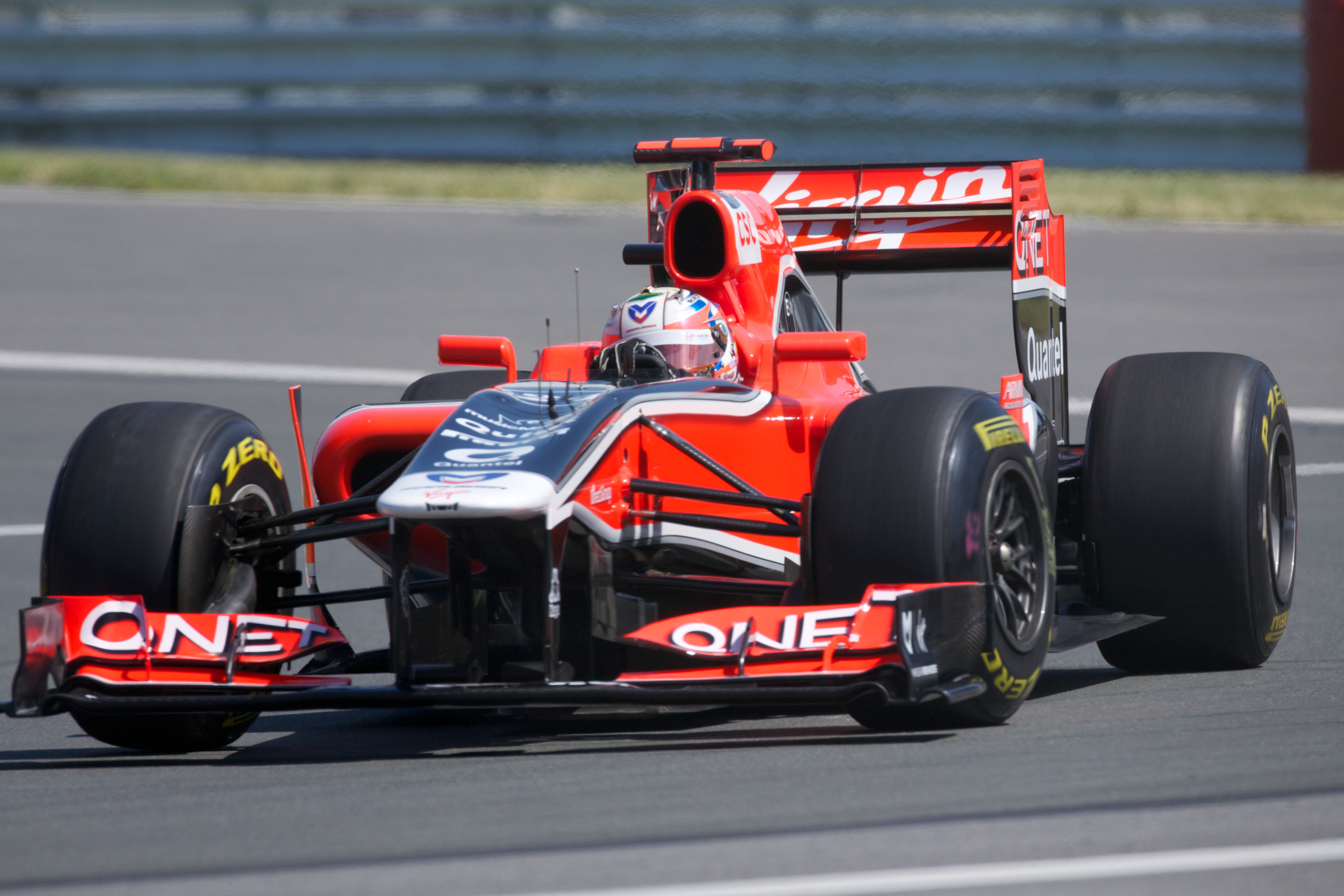
Timo Glock sur Virgin MVR-02 lors des essais libres.

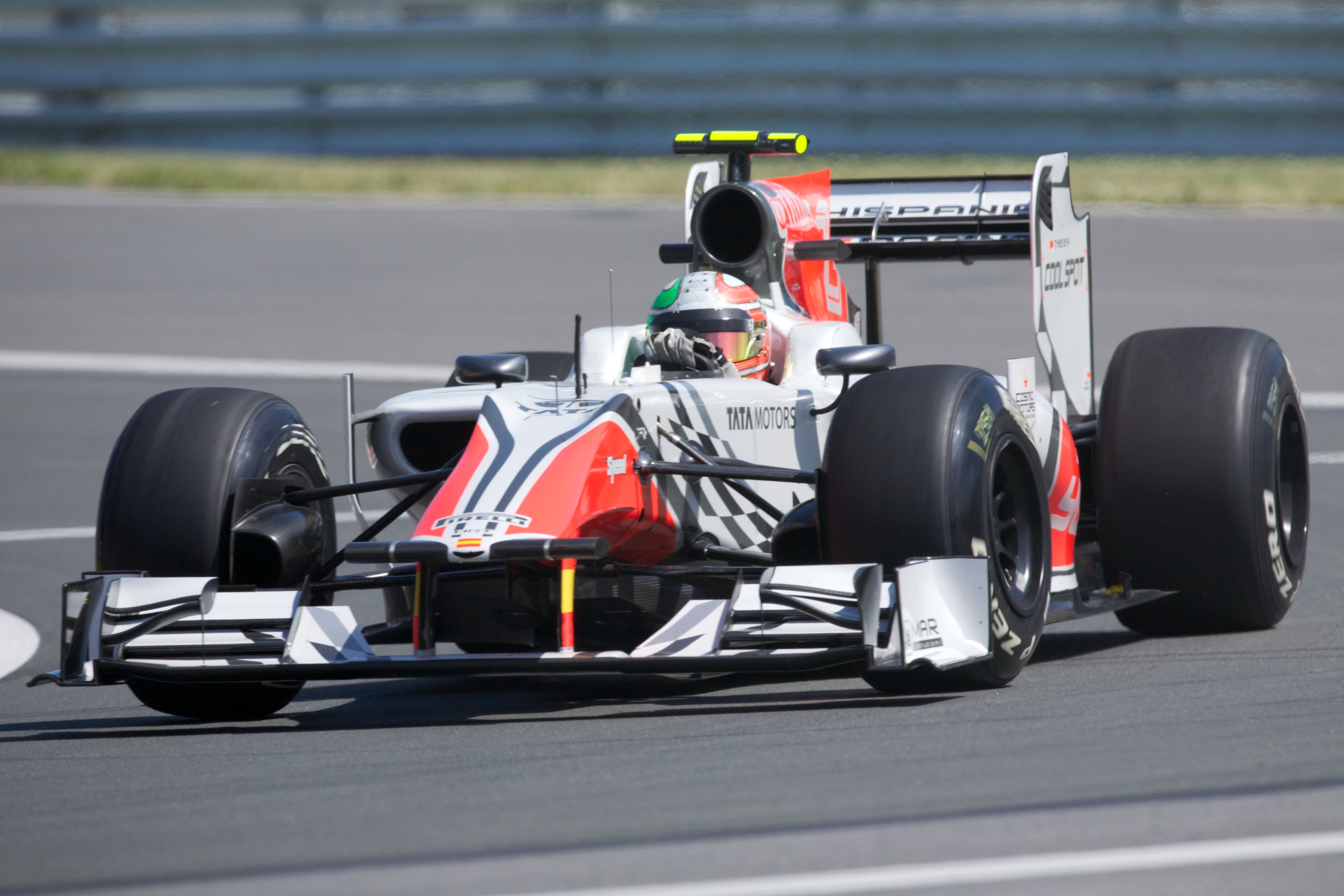
Vitantonio Liuzzi sur HRT F111 lors des essais libres.

La température ambiante est de 22 °C dans l'air et 26 °C sur la piste au départ de la troisième et dernière séance d'essais libres du Grand Prix du Canada. Les pilotes prennent rapidement la piste pour boucler leur premier tour d’installation. Mark Webber est à nouveau victime d'un problème au niveau des batteries de son SREC et ne peut pas participer à la séance,,.
Nico Rosberg signe les premiers temps de référence en 1 min 16 s 977, 1 min 15 s 934 puis 1 min 15 s 034. Jenson Button s'installe ensuite en tête du classement en 1 min 14 s 942 mais son temps est aussitôt battu par Rosberg (1 min 14 s 180) et par Sebastian Vettel (1 min 14 s 162). Rosberg, en pneus tendres, établit alors un nouveau meilleur temps en 1 min 13 s 919,,.
En fin de séance, tous les pilotes prennent la piste en pneus tendres et, à quinze minutes du drapeau à damier, Fernando Alonso signe exactement le même temps que Nico Rosberg. À neuf minutes de la fin de la séance, Fernando établit le meilleur temps en 1 min 13 s 701 mais est devancé par Vettel en 1 min 13 s 381,,.
La séance est interrompue à quelques secondes de son terme par un drapeau rouge provoqué par une sortie de piste de Pedro de la Rosa qui a touché légèrement le mur dans le troisième virage,.

## Séance de qualifications

### Résultats des qualifications

#### Session Q1

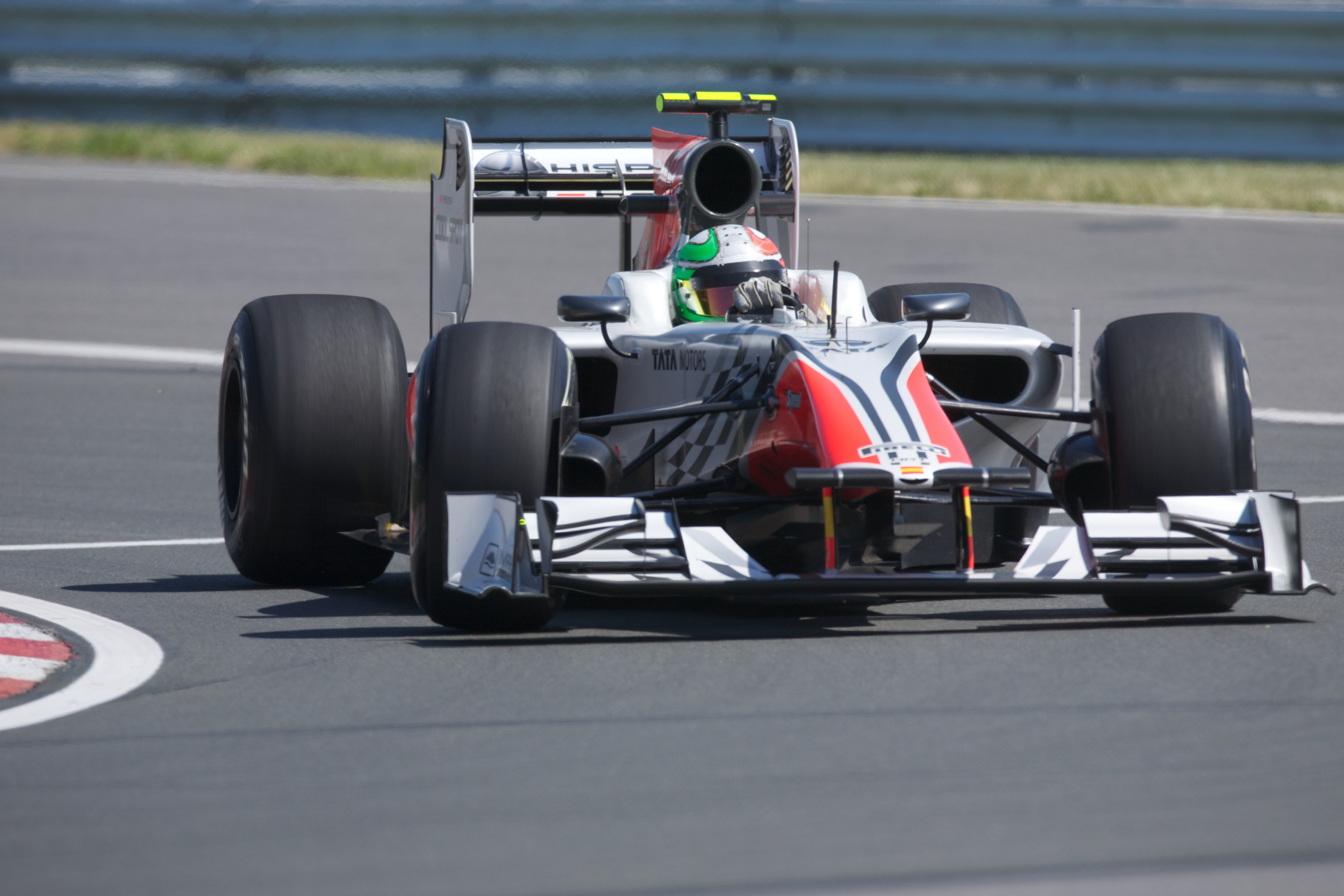
Vitantonio Liuzzi établit la meilleure qualification d'une HRT depuis ses débuts en 2010.

La première partie des qualifications, d'une durée de vingt minutes, commence sous un ciel dégagé. Les pilotes ne tardent pas à sortir des stands, en pneus durs pour les plus rapides, en pneus tendres pour les pilotes des équipes de fond de grille pour améliorer leur chance de qualification. Vitaly Petrov signe le premier temps de référence en 1 min 16 s 083. Il est rapidement battu par Mark Webber, qui tourne en 1 min 15 s 732, puis par Fernando Alonso en 1 min 14 s 994. Sebastian Vettel s'élance alors en piste et réalise le meilleur temps provisoire en 1 min 14 s 703, avant d'améliorer en 1 min 14 s 318. Alonso repasse en tête (1 min 14 s 227) avant que Vettel ne reprenne son bien en 1 min 14 s 011,.
À quelques minutes de la fin, Alonso réalise le meilleur temps de la session avec un tour en 1 min 13 s 822. Les sept pilotes éliminés sont Jaime Alguersuari, Jarno Trulli, Heikki Kovalainen, Vitantonio Liuzzi, Timo Glock, Narain Karthikeyan et Jérôme d'Ambrosio. Pedro de la Rosa, qui est sorti de la piste peu avant la fin de la séance, parvient à se qualifier in extremis pour la session Q2 en réalisant le dix-septième temps,.
Jérôme d'Ambrosio, qui a réalisé son meilleur tour en 1 min 19 s 414, ne parvient pas à rentrer dans les 107 % du meilleur temps établi par Alonso, échouant ainsi à se qualifier pour le Grand Prix. Il est finalement repêché par les commissaires de course et obtient le droit de participer à la course,.
Qualifié en vingt-et-unième position, Vitantonio Liuzzi réalise la meilleure séance de qualifications de la saison pour HRT. Pour la première fois, les deux Marussia Virgin Racing sont derrière lui sur la grille de départ,.

#### Session Q2

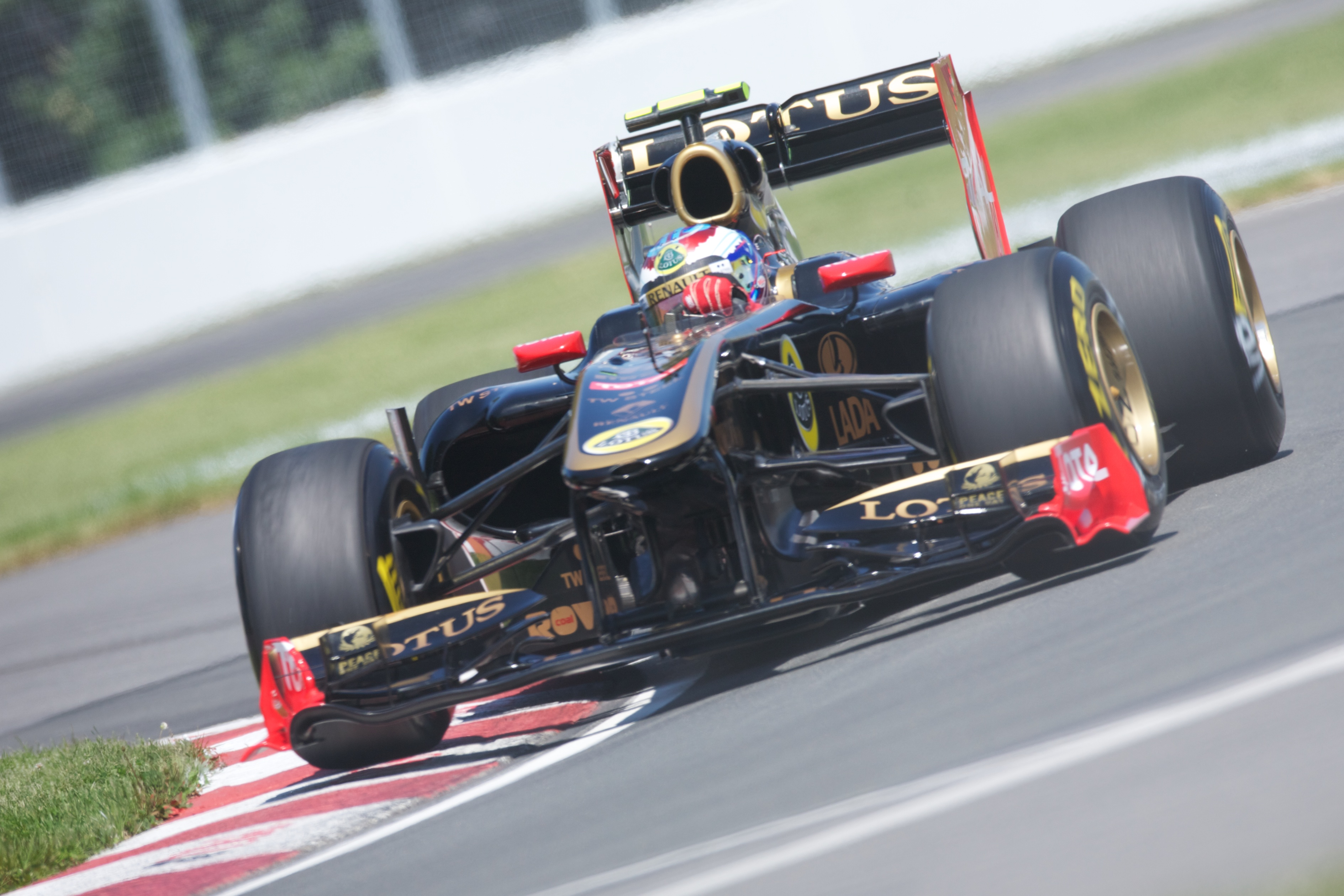
Vitaly Petrov parvient à accéder à la session Q3.

Pour la première fois de la saison, Marussia Virgin Racing a enfreint le couvre-feu de six heures imposé depuis cette année en Formule 1 afin d’obliger les mécaniciens à se reposer. Chaque équipe dispose de quatre jokers et Virgin a utilisé son premier afin de réparer la voiture de Jérôme d’Ambrosio, endommagée la veille lors d'une sortie de piste.
Comme en Q1, Vitaly Petrov est le premier pilote en piste. Il signe le premier tour chronométré en 1 min 14 s 354 avant d'être rejoint en piste par les autres pilotes. Mark Webber est le premier à améliorer le temps de référence avant d'être délogé par Jenson Button en 1 min 14 s 209. Sebastian Vettel passe alors sous la barre des 1 min 14 s en signant un tour en 1 min 13 s 690. Il est successivement battu par Fernando Alonso (1 min 13 s 672) et Webber (1 min 13 s 654) avant de reprendre le meilleur chrono en 1 min 13 s 486. Finalement Felipe Massa réalise le meilleur temps de la session en 1 min 13 s 431,.
Lors des dix dernières minutes de la séance, les pilotes les plus performants choisissent de rentrer au stand pour économiser leurs pneus. Nick Heidfeld reste en piste car il lutte contre Paul di Resta pour conserver sa dixième place, ce qu'il parvient à faire. Les sept pilotes éliminés sont Paul di Resta, Pastor Maldonado, Kamui Kobayashi, Adrian Sutil, Sébastien Buemi, Rubens Barrichello et Pedro de la Rosa. Les dix pilotes qualifiés sont ceux des cinq écuries en tête du championnat du monde,.

#### Session Q3

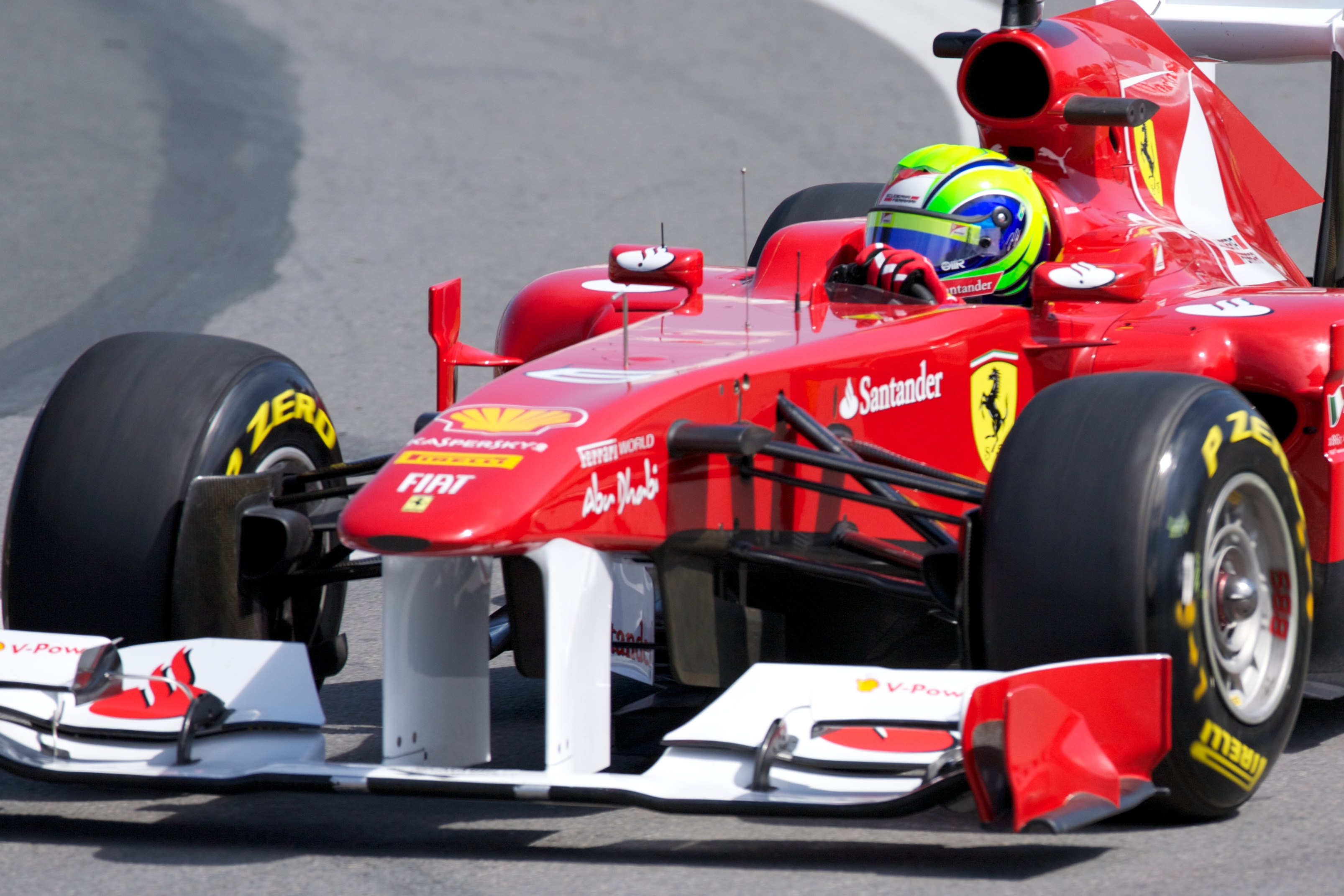
Felipe Massa se classe troisième sur la grille à l'issue des qualifications.

Les dix pilotes restants n'attendent pas longtemps avant de repartir pour les dix dernières minutes de qualifications. Dès son premier tour lancé, Sebastian Vettel signe le meilleur temps du week-end en 1 min 13 s 014. Tous les pilotes, sauf ceux de Lotus Renault GP, parviennent à descendre en dessous des 1 min 14 s.
Vettel précède ainsi Felipe Massa, Fernando Alonso, Mark Webber et Lewis Hamilton. Pendant les dernières minutes de la session, Mark Webber et les pilotes Ferrari tentent d'améliorer le temps de Vettel, sans succès. En revanche, Alonso prend le meilleur sur son coéquipier pour le gain de la deuxième place,.
À l'issue de la séance, Sebastian Vettel décroche sa sixième pole position en sept courses,,. Il est accompagné en première ligne par Fernando Alonso, qui signe son meilleur résultat qualificatif de la saison. Suivent Massa, Webber, Hamilton, Rosberg, Button, Schumacher et les deux Renault de Heidfeld et Petrov,,,.

### Grille de départ
| Pos.                                                                                      | Pilote                  | Écurie               | Qualifications 1 | Qualifications 2 | Qualifications 3 |
| ----------------------------------------------------------------------------------------- | ----------------------- | -------------------- | ---------------- | ---------------- | ---------------- |
| 1                                                                                         | Sebastian Vettel SREC   | Red Bull-Renault     | 1 min 14 s 011   | 1 min 13 s 486   | 1 min 13 s 014   |
| 2                                                                                         | Fernando Alonso SREC    | Ferrari              | 1 min 13 s 822   | 1 min 13 s 674   | 1 min 13 s 199   |
| 3                                                                                         | Felipe Massa SREC       | Ferrari              | 1 min 14 s 026   | 1 min 13 s 431   | 1 min 13 s 217   |
| 4                                                                                         | Mark Webber SREC        | Red Bull-Renault     | 1 min 14 s 375   | 1 min 13 s 654   | 1 min 13 s 429   |
| 5                                                                                         | Lewis Hamilton SREC     | McLaren-Mercedes     | 1 min 14 s 114   | 1 min 13 s 926   | 1 min 13 s 565   |
| 6                                                                                         | Nico Rosberg SREC       | Mercedes             | 1 min 14 s 920   | 1 min 13 s 950   | 1 min 13 s 814   |
| 7                                                                                         | Jenson Button SREC      | McLaren-Mercedes     | 1 min 14 s 374   | 1 min 13 s 955   | 1 min 13 s 838   |
| 8                                                                                         | Michael Schumacher SREC | Mercedes             | 1 min 14 s 970   | 1 min 14 s 242   | 1 min 13 s 864   |
| 9                                                                                         | Nick Heidfeld SREC      | Renault              | 1 min 15 s 096   | 1 min 14 s 467   | 1 min 14 s 062   |
| 10                                                                                        | Vitaly Petrov SREC      | Renault              | 1 min 14 s 699   | 1 min 14 s 354   | 1 min 14 s 085   |
| 11                                                                                        | Paul di Resta SREC      | Force India-Mercedes | 1 min 14 s 874   | 1 min 14 s 752   |                  |
| 12                                                                                        | Pastor Maldonado SREC   | Williams-Cosworth    | 1 min 15 s 585   | 1 min 15 s 043   |                  |
| 13                                                                                        | Kamui Kobayashi SREC    | Sauber-Ferrari       | 1 min 15 s 694   | 1 min 15 s 285   |                  |
| 14                                                                                        | Adrian Sutil SREC       | Force India-Mercedes | 1 min 14 s 931   | 1 min 15 s 287   |                  |
| 15                                                                                        | Sébastien Buemi SREC    | Toro Rosso-Ferrari   | 1 min 15 s 901   | 1 min 15 s 334   |                  |
| 16                                                                                        | Rubens Barrichello SREC | Williams-Cosworth    | 1 min 15 s 331   | 1 min 15 s 361   |                  |
| 17                                                                                        | Pedro de la Rosa SREC   | Sauber-Ferrari       | 1 min 16 s 229   | 1 min 15 s 587   |                  |
| 18                                                                                        | Jaime Alguersuari SREC  | Toro Rosso-Ferrari   | 1 min 16 s 294   |                  |                  |
| 19                                                                                        | Jarno Trulli            | Lotus-Renault        | 1 min 16 s 745   |                  |                  |
| 20                                                                                        | Heikki Kovalainen       | Lotus-Renault        | 1 min 16 s 786   |                  |                  |
| 21                                                                                        | Vitantonio Liuzzi       | HRT-Cosworth         | 1 min 18 s 424   |                  |                  |
| 22                                                                                        | Timo Glock              | Virgin-Cosworth      | 1 min 18 s 537   |                  |                  |
| 23                                                                                        | Narain Karthikeyan      | HRT-Cosworth         | 1 min 18 s 574   |                  |                  |
| Temps minimal à réaliser pour la qualification : 1 min 18 s 989 (107 % de 1 min 13 s 822) |                         |                      |                  |                  |                  |
| Nq.                                                                                       | Jérôme d'Ambrosio       | Virgin-Cosworth      | 1 min 19 s 414   |                  |                  |

- Jérôme d'Ambrosio ne parvient pas à rentrer dans les 107 % du meilleur temps établi par Alonso, échouant ainsi à se qualifier pour le Grand Prix mais est finalement repêché par les commissaires de course et obtient le droit de participer à la course[82].

## Course

### Déroulement de l'épreuve

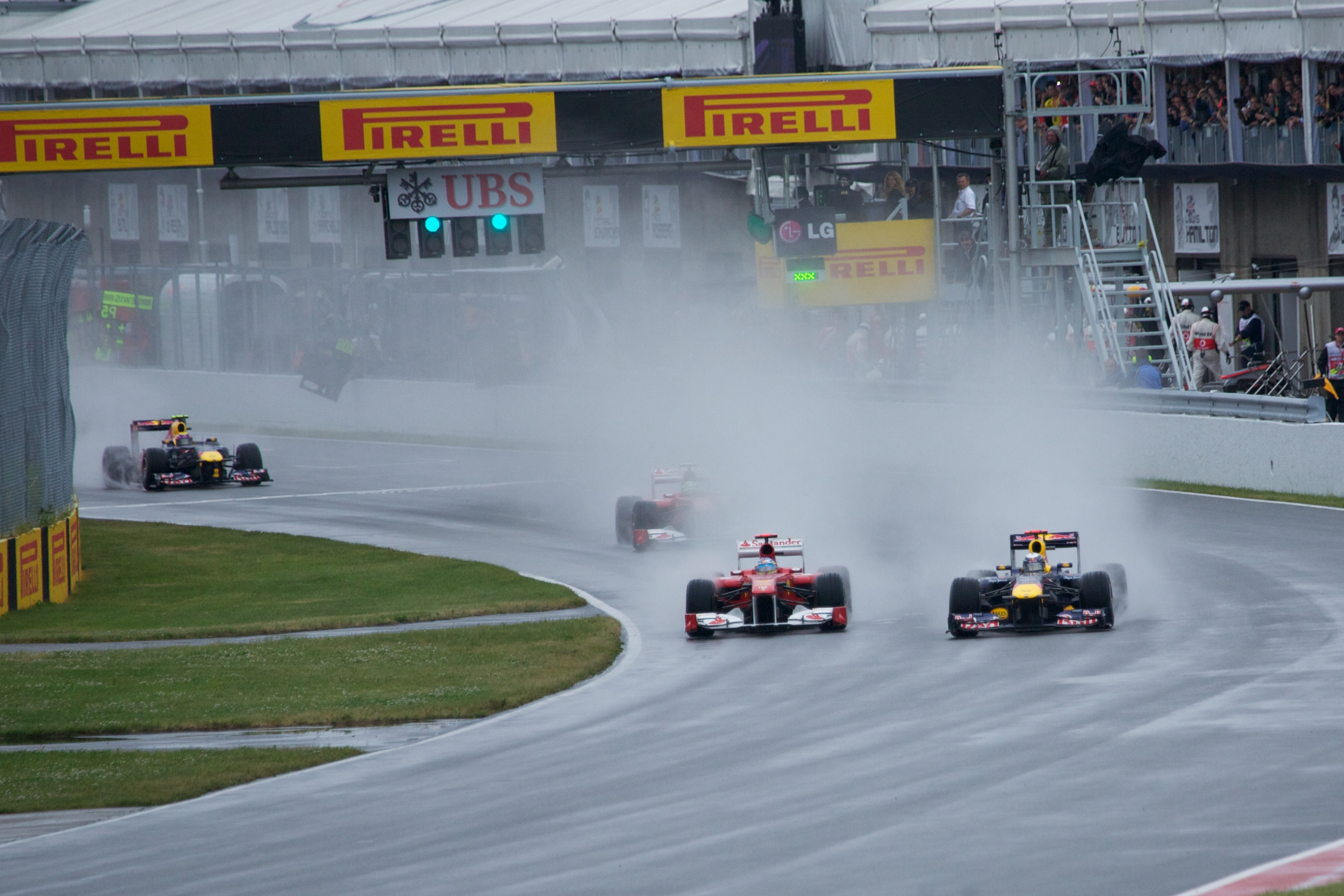
Le départ du Grand Prix est donné derrière la voiture de sécurité.

S'il ne pleut plus à quelques minutes du départ du Grand Prix, la piste est si détrempée que la direction de course donne le départ derrière la voiture de sécurité. Vingt-trois pilotes, tous en pneus pluie, sont positionnés sur la grille de départ car Jaime Alguersuari choisit de s'élancer depuis la voie des stands après avoir adapté les réglages de sa monoplace aux conditions météorologiques. La voiture de sécurité libère la meute à la fin du quatrième tour et Fernando Alonso attaque immédiatement Sebastian Vettel qui conserve l'avantage tandis que Mark Webber et Lewis Hamilton s'accrochent, sans dommage pour les deux pilotes qui perdent néanmoins plusieurs places,,,.
Au cinquième passage, Vettel précède Alonso, Felipe Massa, Nico Rosberg, Michael Schumacher, Hamilton, Jenson Button, Paul di Resta, Nick Heidfeld, Kamui Kobayashi et Vitaly Petrov. Vettel creuse immédiatement l'écart sur ses concurrents et, au septième passage, a déjà 5 secondes d'avance sur Alonso et Massa, 10 secondes sur Rosberg, 11 secondes sur Schumacher, 13 secondes sur Button et 14 secondes sur Hamilton,.

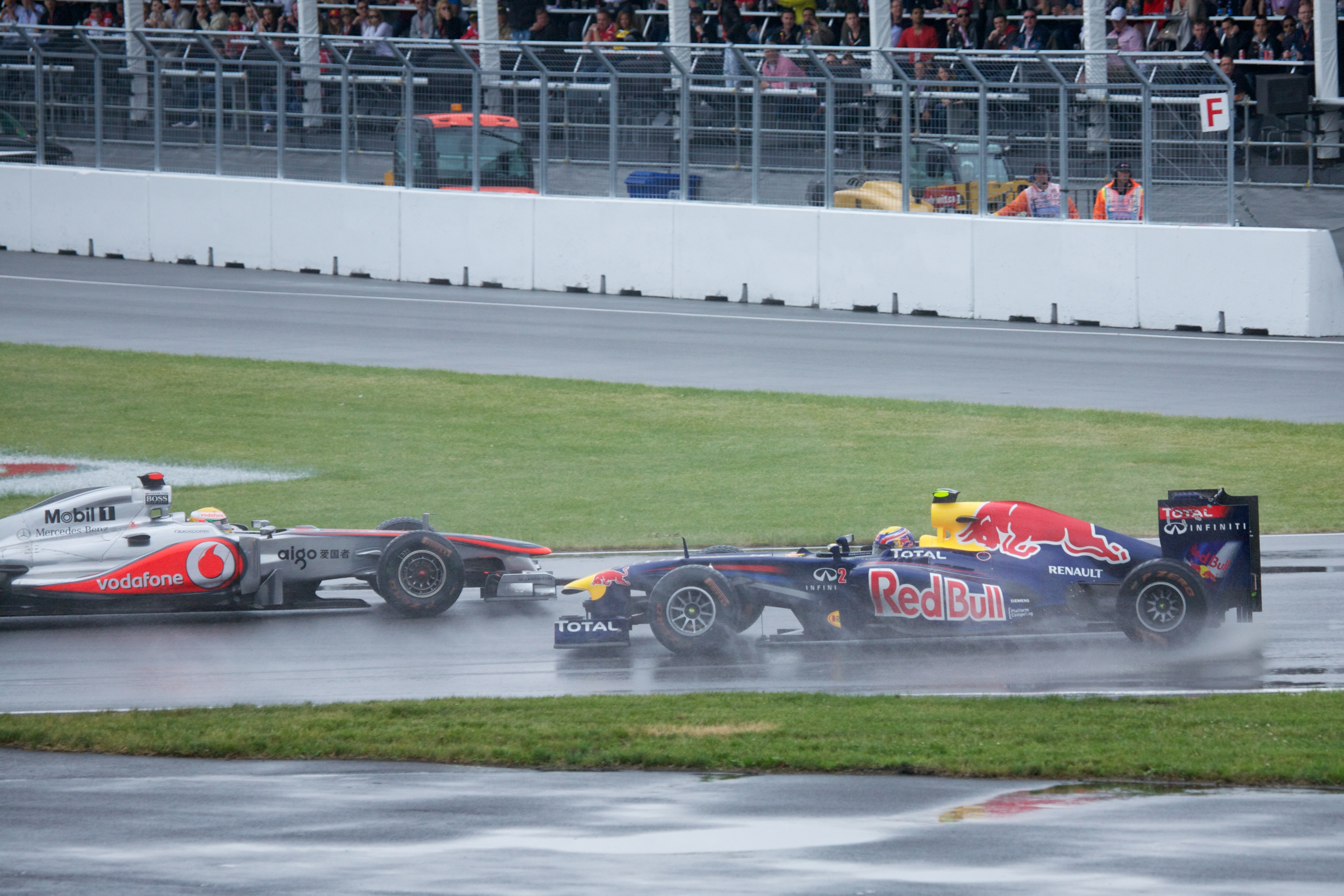
Lewis Hamilton et Mark Webber s'accrochent dès le départ du Grand Prix.

Quelques instants plus tard, en tentant de dépasser Button à l'extérieur dans la ligne droite des stands, Hamilton est coincé entre son équipier qui ne l'a pas vu et le mur et ne peut éviter l'accrochage,, : Hamilton abandonne tandis que Button passe par son stand faire vérifier sa monoplace et chausser des pneus intermédiaires, la piste s'asséchant peu à peu. La voiture de sécurité entre en piste pour permettre aux commissaires de dégager la monoplace d'Hamilton dont la suspension arrière gauche est cassée. La course est relancée au treizième tour et seuls Button et Vitantonio Liuzzi sont chaussés en gommes intermédiaires, ce qui leur permet de réaliser de meilleurs temps qu'en pneus pluie. Jenson Button n'en tire que peu de profit car il est pénalisé par un drive-through pour avoir roulé trop vite derrière la voiture de sécurité : il reprend la piste à la quatorzième position,.
Rubens Barrichello, inspiré par les temps au tour de Button, change ses pneus pluie pour des intermédiaires au quinzième tour, imité par Alonso, Rosberg, Maldonado, Buemi et d'Ambrosio au dix-septième tour puis Schumacher au dix-huitième. Alors que tous les pilotes sont en pneus intermédiaires, la pluie se remet à tomber avec tant de force que les commissaires de course renvoient la voiture de sécurité en piste. Alonso, Button, Rosberg, Alguersuari, Kovalainen, Barrichello, Trulli et Maldonado rentrent immédiatement chausser à nouveau leurs pneus pleine pluie, Vettel, Webber et Buemi s'arrêtant au dix-neuvième tour, Massa, Schumacher au tour suivant,.

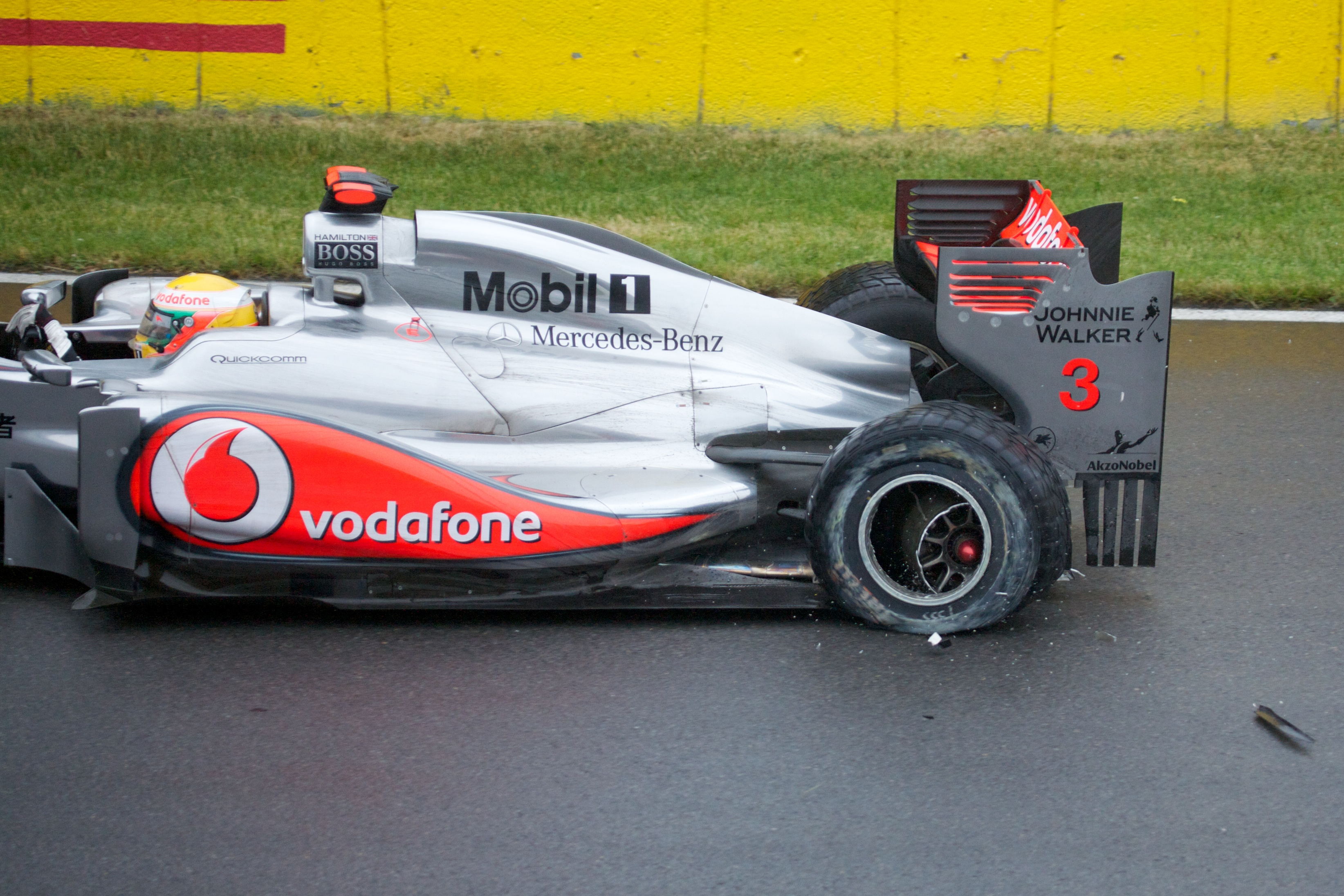
Après un accrochage avec son coéquipier, Lewis Hamilton abandonne, suspension arrière cassée.

Derrière la voiture de sécurité, au vingt-deuxième tour, Vettel devance Kobayashi, Massa, Heidfeld, Petrov, di Resta, Webber, Alonso, Pedro de la Rosa, Button, Rosberg, Schumacher, Sutil et Alguersuari. Sebastian Vettel confie par radio à son équipe qu'il souhaiterait voir la course arrêtée car il y a une énorme quantité d'eau sur la piste et que la pluie tombe à verse. La course est alors interrompue par un drapeau rouge dans le vingt-cinquième tour,,. Après deux heures et cinq minutes d'attente, la direction de course annonce la reprise de l'épreuve à 15 h 50, toutes les voitures devant obligatoirement chausser des pneus pluie,,.
Les pilotes prennent un nouveau départ derrière la voiture de sécurité alors qu'il recommence à pleuvoir. Vettel devance Kobayashi, Massa, Heidfeld, Petrov, di Resta, Webber, Alonso, de la Rosa, Button, Rosberg, Schumacher, Sutil, Alguersuari, Glock, Barrichello, Liuzzi, Buemi, Karthikeyan, Maldonado, Kovalainen, Trulli et d'Ambrosio. La course est relancée à l'entame du trente-cinquième tour. Si Vettel s'élance parfaitement, Kobayashi lutte sévèrement avec Massa pour conserver sa deuxième place alors que Schumacher, Sutil, Glock, Barrichello et Buemi rentrent à leur stand chausser des pneus intermédiaires, imités dès le tour suivant par Heidfeld, di Resta, Button, Alguersuari, Maldonado et de la Rosa. Kobayashi, Massa, Webber, Petrov, Rosberg, Alonso rentrent également, au trente-sixième tour, alors que Vettel poursuit en pneus pluie. La monoplace de Fernando Alonso, touchée par Jenson Button dans la chicane, est posée en équilibre sur un vibreur : la voiture de sécurité entre une nouvelle fois en piste pour permettre son dégagement tandis que l'Espagnol abandonne,,.

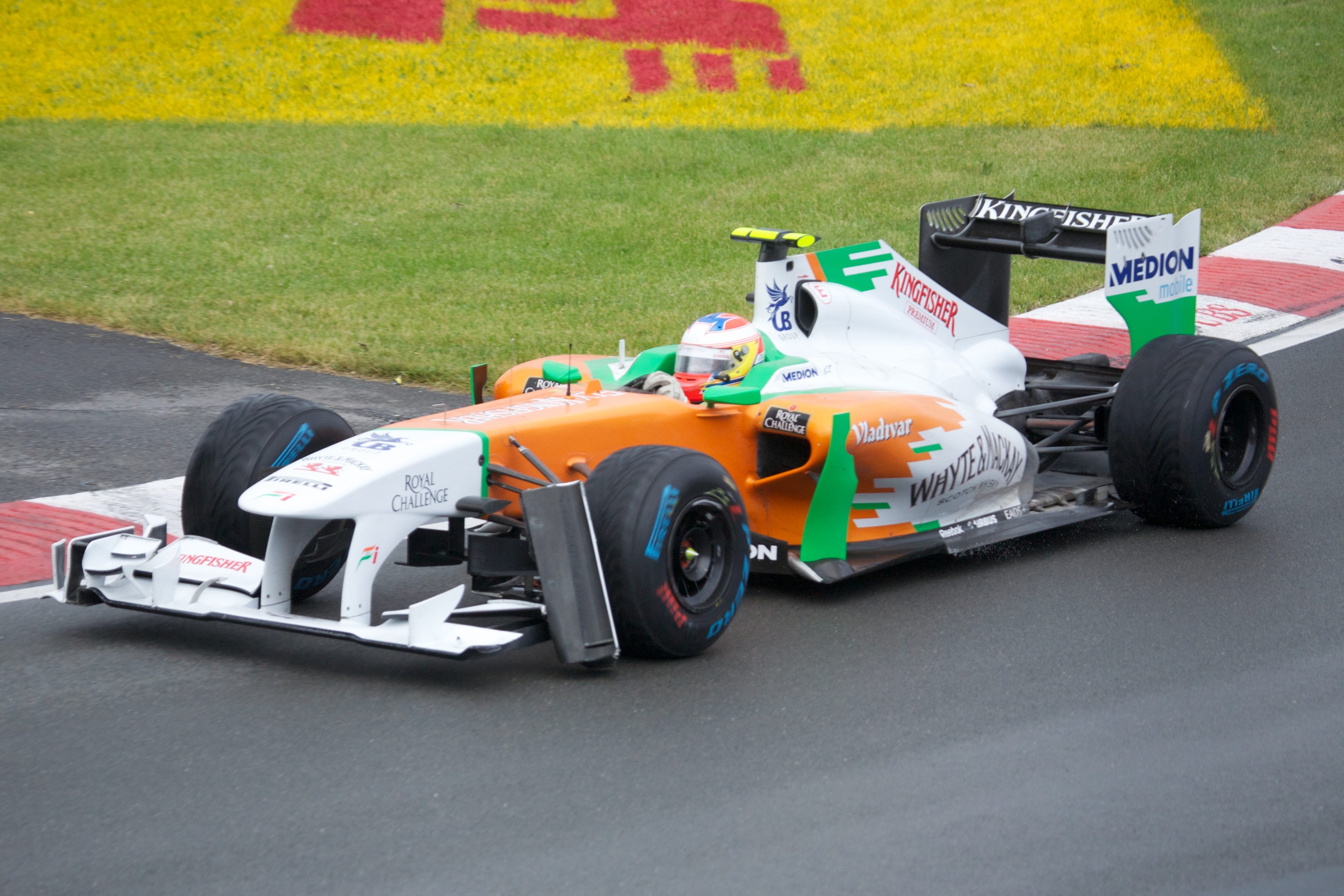
Paul di Resta doit rentrer au stand pour changer son aileron cassé.

Sebastian Vettel profite de la nouvelle neutralisation pour changer ses pneumatiques, Button rentrant faire vérifier sa monoplace et changer également de pneus. La course est relancée à l'entame du quarante-et-unième tour, tous les pilotes chaussant des pneus intermédiaires. Au quarante-troisième tour, Vettel est toujours en tête devant Kobayashi, Massa, Heidfeld, di Resta (qui s'est accroché avec Heidfeld et a abimé son aileron avant), Schumacher, Webber, Petrov, Sutil et Barrichello,,,.
Di Resta rentre à son stand changer son aileron avant alors que son équipier Adrian Sutil est pénalisé pour avoir dépassé un concurrent sous le régime de la voiture de sécurité. Au cinquante-et-unième tour, Mark Webber, Rubens Barrichello, Paul di Resta et Sébastien Buemi montent des pneus slick. Alors que Kobayashi vire un peu large, Felipe Massa tente de le doubler par l'extérieur mais coupe son élan de peur de s'accrocher. Michael Schumacher dépasse alors les deux pilotes et pointe désormais à la deuxième place de la course,.

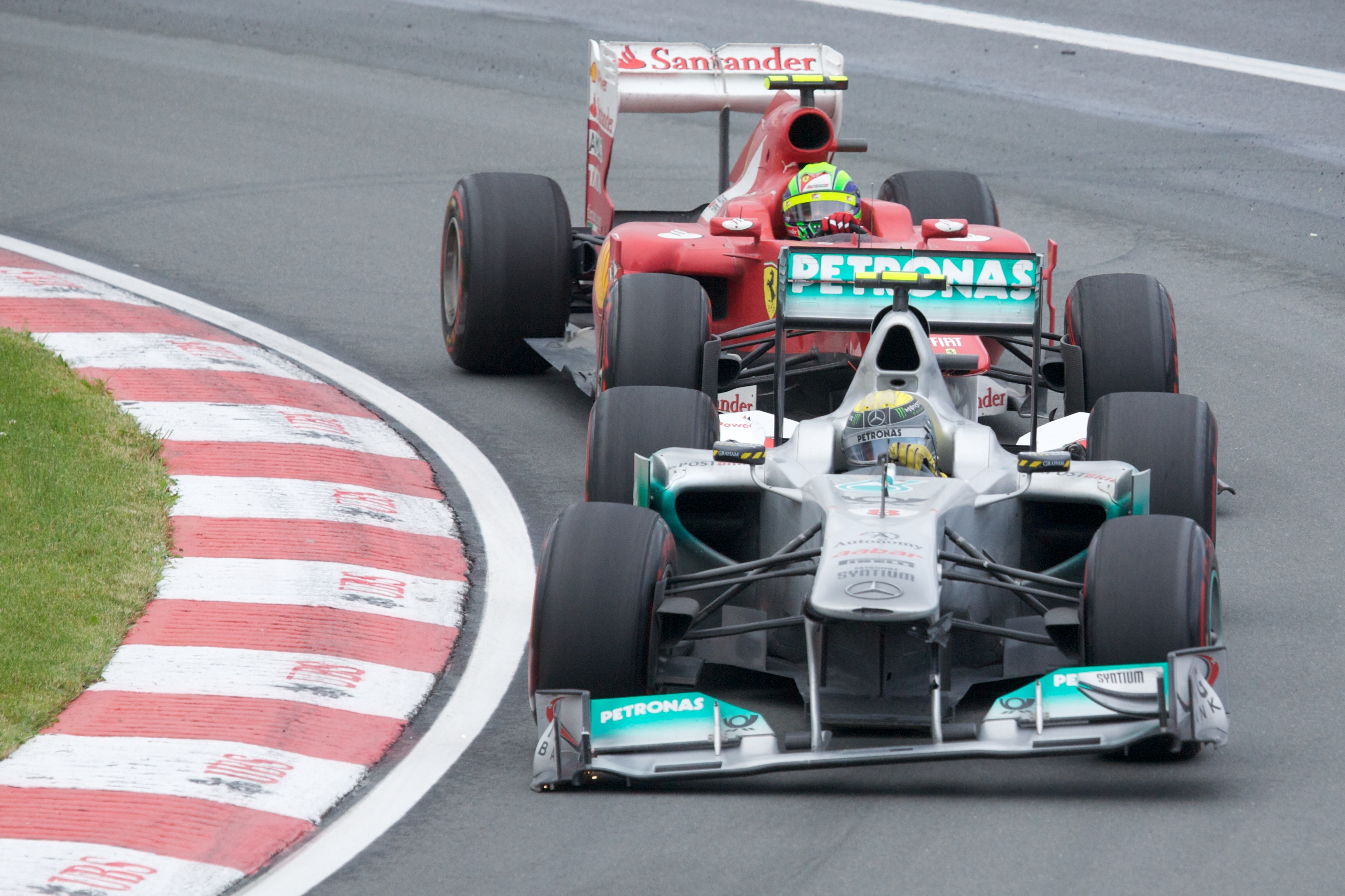
Nico Rosberg, aileron avant endommagé, précède Felipe Massa.

Schumacher, Massa, Heidfeld et Button chaussent à leur tour les pneus pour le sec alors que Webber signe le meilleur tour en course. Dans le cinquante-troisième tour, Massa part à la faute et rentre à son stand changer son aileron avant tandis que Vettel, Kobayashi, Petrov et Rosberg chaussent de nouveaux pneus. Après cette ultime vague d'arrêts aux stands, Vettel mène devant Schumacher à 8 secondes, Webber à 9 secondes, Button à 15 secondes et Kobayashi, sous la pression d'Heidfeld. Le pilote allemand touche alors son rival japonais et détruit sa monoplace. Comme il y a beaucoup de débris de carbone sur la piste, la voiture de sécurité entre à nouveau en piste, ce qui n'empêche pas un commissaire d'être presque percuté après avoir glissé sur la piste,.
La voiture de sécurité s'efface au soixantième tour et Vettel se relance impeccablement alors que Schumacher est sous la pression de Webber et Button. Webber dépasse Schumacher au soixante-troisième tour mais, comme il a coupé la chicane, laisse Schumacher reprendre sa position initiale quelques centaines de mètres plus loin pour éviter une pénalité. Webber, en difficulté, est dépassé par Button au tour suivant. Jenson Button passe ensuite facilement Schumacher et, à cinq tours du but, remonte à cinq secondes du leader Vettel. Au soixante-septième tour, alors que Webber repasse Schumacher, Button, qui ne cesse d'améliorer le meilleur tour en course, n'est plus qu'à 1 s 4 de Vettel. Paul di Resta sort de la piste alors que, dans le dernier tour, Button attaque Vettel et le pousse à la faute alors qu'il ne reste plus que deux secteurs de piste à compléter avant la fin de l'épreuve : un freinage trop tardif de l'Allemand l'envoie sur la partie humide de la piste où il manque de partir en tête-à-queue, offrant ainsi la victoire à Button,,,,.
Malgré six passages par les stands et deux accrochages, Jenson Button remporte la dixième victoire de sa carrière, les commissaires de course du Grand Prix du Canada ayant décidé de ne prendre aucune action à son encontre bien qu'il fasse l'objet de deux investigations pour ses accidents avec Lewis Hamilton et Fernando Alonso. Button ne possédant que trois secondes d'avance sur Vettel, une sanction lui aurait coûté la victoire et le podium. Il devance Vettel, Webber, Schumacher et Petrov. Massa passe Kobayashi sur la ligne d'arrivée et se classe sixième. Alguersuari, Barrichello et Buemi complètent le top 10,,.

### Classement de la course
| Pos. | no | Pilote                  | Écurie               | Tours | Temps/Abandon                     | Grille | Points |
| ---- | -- | ----------------------- | -------------------- | ----- | --------------------------------- | ------ | ------ |
| 1    | 4  | Jenson Button SREC      | McLaren-Mercedes     | 70    | 4 h 04 min 39 s 537 (74,864 km/h) | 7      | 25     |
| 2    | 1  | Sebastian Vettel SREC   | Red Bull-Renault     | 70    | + 2 s 709                         | 1      | 18     |
| 3    | 2  | Mark Webber SREC        | Red Bull-Renault     | 70    | + 13 s 828                        | 4      | 15     |
| 4    | 7  | Michael Schumacher SREC | Mercedes             | 70    | + 14 s 219                        | 8      | 12     |
| 5    | 10 | Vitaly Petrov SREC      | Renault              | 70    | + 20 s 395                        | 10     | 10     |
| 6    | 6  | Felipe Massa SREC       | Ferrari              | 70    | + 33 s 225                        | 3      | 8      |
| 7    | 16 | Kamui Kobayashi SREC    | Sauber-Ferrari       | 70    | + 33 s 270                        | 13     | 6      |
| 8    | 19 | Jaime Alguersuari SREC  | Toro Rosso-Ferrari   | 70    | + 35 s 964                        | 24     | 4      |
| 9    | 11 | Rubens Barrichello SREC | Williams-Cosworth    | 70    | + 45 s 117                        | 16     | 2      |
| 10   | 18 | Sébastien Buemi SREC    | Toro Rosso-Ferrari   | 70    | + 47 s 056                        | 15     | 1      |
| 11   | 8  | Nico Rosberg SREC       | Mercedes             | 70    | + 50 s 454                        | 6      |        |
| 12   | 17 | Pedro de la Rosa SREC   | Sauber-Ferrari       | 70    | + 1 min 03 s 607                  | 17     |        |
| 13   | 23 | Vitantonio Liuzzi       | HRT-Cosworth         | 69    | + 1 tour                          | 20     |        |
| 14   | 25 | Jérôme d'Ambrosio       | Virgin-Cosworth      | 69    | + 1 tour                          | 23     |        |
| 15   | 24 | Timo Glock              | Virgin-Cosworth      | 69    | + 1 tour                          | 21     |        |
| 16   | 21 | Jarno Trulli            | Lotus-Renault        | 69    | + 1 tour                          | 18     |        |
| 17   | 22 | Narain Karthikeyan      | HRT-Cosworth         | 69    | + 1 tour (dont 20 s de pénalité)  | 22     |        |
| 18   | 15 | Paul di Resta SREC      | Force India-Mercedes | 67    | Accident                          | 11     |        |
| Abd. | 12 | Pastor Maldonado SREC   | Williams-Cosworth    | 61    | Sortie de piste                   | 12     |        |
| Abd. | 9  | Nick Heidfeld SREC      | Renault              | 55    | Accident                          | 9      |        |
| Abd. | 14 | Adrian Sutil SREC       | Force India-Mercedes | 49    | Accident                          | 14     |        |
| Abd. | 5  | Fernando Alonso SREC    | Ferrari              | 36    | Collision                         | 2      |        |
| Abd. | 20 | Heikki Kovalainen       | Lotus-Renault        | 28    | Transmission                      | 19     |        |
| Abd. | 3  | Lewis Hamilton SREC     | McLaren-Mercedes     | 7     | Collision                         | 5      |        |

- Narain Karthikeyan, quatorzième sous le drapeau à damier, est pénalisé de 20 secondes après la course pour avoir coupé une chicane et en avoir tiré un avantage.

### Pole position et record du tour
- Pole position :  Sebastian Vettel (Red Bull-Renault) en 1 min 13 s 014 (215,022 km/h)[97],[98].
- Meilleur tour en course :  Jenson Button (McLaren-Mercedes) en 1 min 42 s 852 au soixante-neuvième tour (204,007 km/h)[99],[100].

### Tours en tête
Sebastian Vettel, parti de la pole position, conserve la tête de la course au départ et mène jusqu'à son premier arrêt au stand. Felipe Massa prend alors le commandement de l'épreuve, pendant un tour, avant de rentrer au stand. Vettel reprend alors la tête de l'épreuve avant de céder sa place à Jenson Button dans le dernier tour,.
- Sebastian Vettel : 68 tours (1-19 / 21-69)
- Felipe Massa : 1 tour (20)
- Jenson Button : 1 tour (70)

## Après-course

### Écuries sur le podium

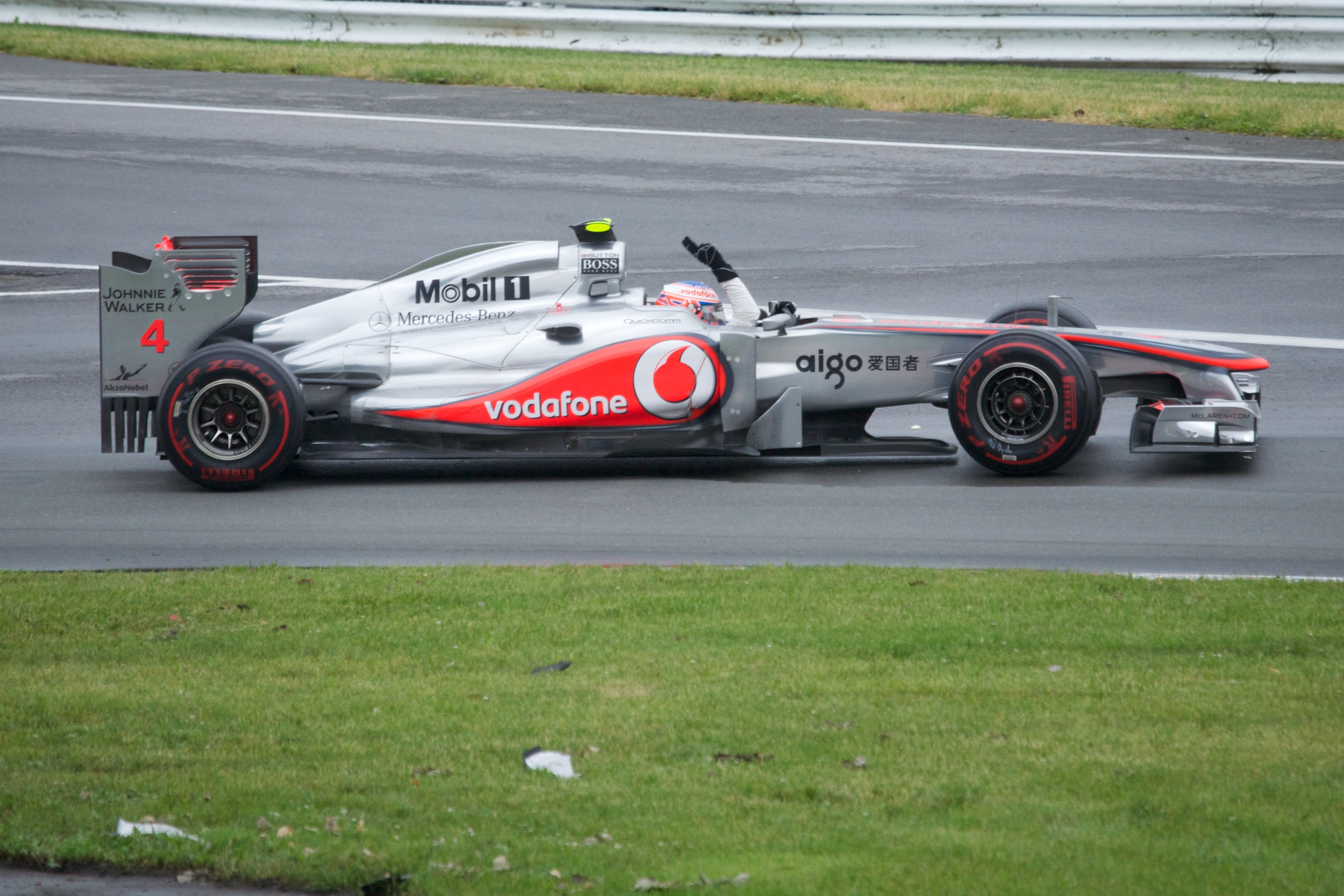
Jenson Button lors de son tour d'honneur au Grand Prix du Canada.

Jenson Button a effectué six arrêts aux stands, s'est accroché deux fois et a écopé d'un drive-through qui l'a forcé à repartir en dernière position. Il a effectué une exceptionnelle remontée pour remporter une victoire inespérée : « C'est la plus belle victoire de ma carrière et c'est donc une journée très spéciale pour moi. […] Je suis remonté de la dernière à la première place pour gagner la course, j'ai doublé les voitures devant moi en piste. Gagner un Grand Prix en doublant tous vos rivaux dans une série de beaux dépassements rend cela encore meilleur. […] Les courses dans des conditions changeantes sont toujours très difficiles mais j'adore quand il faut chercher l'adhérence en piste plutôt que savoir à l'avance où elle est. […] J'ai eu un peu de chance aujourd'hui quand Sebastian a fait une erreur au dernier virage mais je pense que nous méritions cette petite chance ! […] Ça faisait longtemps [que je n'avais pas gagné] et ça n'aurait pas pu être plus agréable. Je ne peux plus m'arrêter de sourire maintenant ! »,. Le directeur de McLaren Racing, Martin Whitmarsh, rend hommage à son pilote : « Je ne sais pas combien de fois il a dû dépasser sur la piste. Il a tout simplement fait preuve d’un pilotage fantastique […] Il est resté concentré. Il a fait le forcing autant qu'il le pouvait pour passer ses adversaires et il a vraiment fait un boulot fantastique. La victoire lui revient à 90 % et à 10 % à la voiture. Il était vraiment, vraiment, vraiment excellent. ». Lewis Hamilton a abandonné après un accrochage avec son coéquipier au huitième tour : « Tout d'abord, je dois féliciter sincèrement Jenson, il a fait une course absolument incroyable et il mérite totalement la victoire. C'était une performance vraiment fantastique de la part d'un pilote vraiment excellent. » Pendant les quelques tours qu'il a passé en piste, Hamilton a été impliqué dans deux collisions : « J'ai touché la voiture de Mark [Webber] après qu'il a freiné un peu tôt au premier virage. Il m'a laissé la place mais je l'ai touché sur le vibreur intérieur et je l'ai envoyé en sous-virage. […] Jenson a raté son freinage dans la dernière chicane et il en est mal sorti donc j'ai pu me rapprocher. J'avais l'impression d'être à moitié passé dans la ligne droite des stands mais vu qu'il ne m'avait probablement pas vu, il a continué à se décaler vers la trajectoire. […] Il n'y avait pas la place pour moi donc j'ai percuté le mur. Évidemment, je ne pense pas que c'était intentionnel : je connais assez bien Jenson et je sais qu'il n'aurait pas fait ça. C'est quelqu'un de bien. »,,

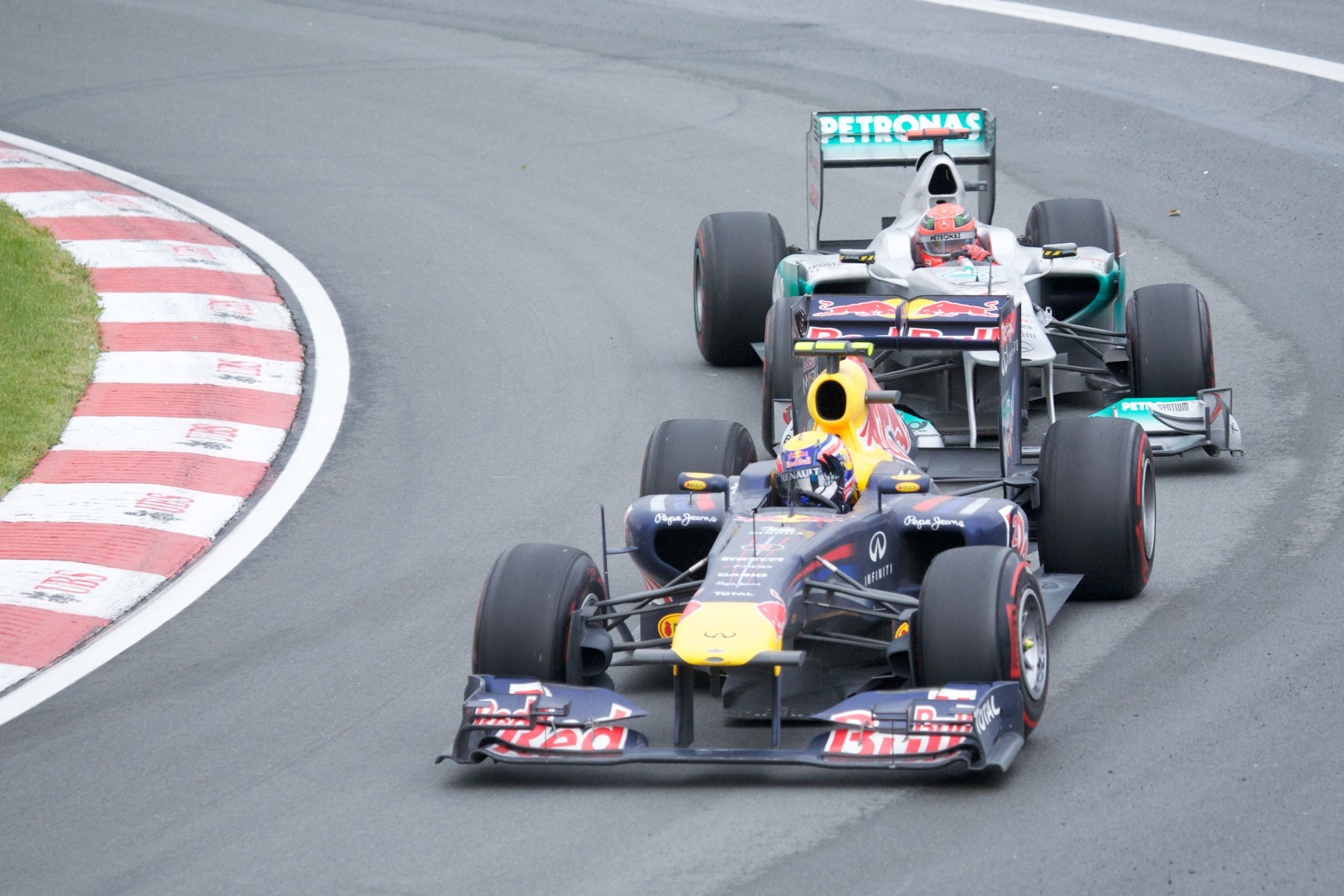
Mark Webber, menacé un temps par Michael Schumacher, termine troisième du Grand Prix du Canada.

Sebastian Vettel a mené soixante-huit des soixante-dix tours de course avant d'être dépassé par Button dans le dernier tour. Déçu de ne pas remporter sa première victoire au Canada, il déclare : « Évidemment, je suis déçu. […] Je pense que c'était une course très difficile, du départ à l'arrivée et nous avons mené tous les tours, sauf le dernier. […] J'ai vu Jenson surgir, j'attaquais et je pensais que ça serait suffisant jusqu'à l'arrivée mais évidemment ça ne l'a pas été parce que j'ai fait une erreur. C'est de ma faute, j'ai un peu bloqué une roue et après il faut ouvrir et aller un peu tout droit, il n'y a qu'une trajectoire et j'ai fini dans l'humidité donc c'était facile pour lui de doubler. […] Mais je pense vraiment que c'était une bonne journée, c'est facile de faire des erreurs et il y a beaucoup de voitures qui n'ont pas terminé donc c'est bien de prendre les points. Cela étant dit, quand vous avez la victoire en main et que vous la laissez échapper, ce n'est pas la meilleure des sensations. Mais je pense que dans l'ensemble, c'était une bonne course pour nous aujourd'hui. »,. Mark Webber, un temps quatorzième, a effectué une belle remontée doublant Schumacher à trois tours du but pour monter sur le podium : « C'était une course mouvementée ! […] C'était très dur de doubler certains pilotes parce qu'il y avait une fenêtre très étroite pour passer à l'intérieur. Quand on a des gens expérimentés comme Michael [Schumacher] ou Nick [Heidfeld] à doubler, ils savent ce qu'ils font donc c'est plus dur. […] J'ai décidé de faire un pari et de prendre les slicks. J'étais content de voir que tout le monde n'a pas immédiatement suivi, cela m'a donné deux tours pour me remettre dans la lutte pour le podium. […] Après, il y a eu une bonne bagarre avec Michael, nous voulions tous les deux le même morceau de piste quand nous étions à la chicane mais quand Jenson est arrivé, il volait. Le résultat d'aujourd'hui donne beaucoup de points à l'équipe et c'est un bon résultat, donc je suis content de ça. »,,. Le directeur de l'écurie, Christian Horner, est en phase avec ses pilotes : « C'est loin d'être un désastre. La F1 a offert un spectacle grandiose cet après-midi. […] Je dois aussi féliciter le public qui est resté plus d'une heure et demie sous la pluie à attendre que la course soit relancée. J'espère qu'ils ne seront pas trop nombreux à être malades ce lundi matin ! »,.

### Écuries dans les points

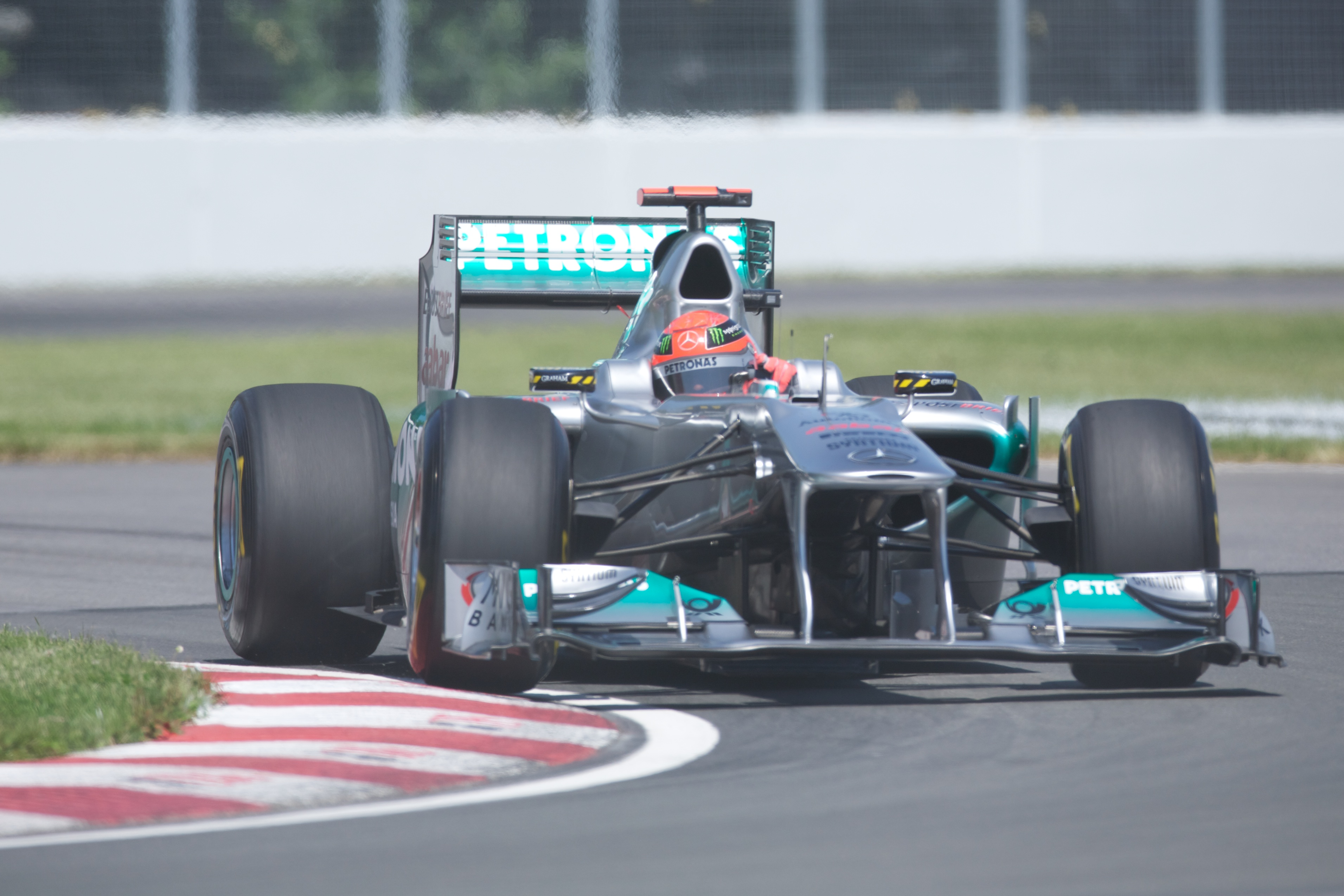
Michael Schumacher signe au Grand Prix du Canada son meilleur résultat depuis son retour en Formule 1.

Michael Schumacher, deuxième à dix tours de l'arrivée, a été doublé par Button et Webber dans les derniers tours mais égale néanmoins son meilleur résultat depuis son retour en Formule 1. Il est déçu de ne pas pouvoir monter sur le podium : « Je quitte cette course avec un œil qui rit et l'autre qui pleure parce que je ne sais pas si je dois être ravi ou déçu. […] Après avoir été deuxième vers la fin, j'aurais évidemment adoré finir à nouveau sur le podium ici. Mais même si ça n'a pas marché à la toute fin, nous pouvons être satisfaits du résultat et de la bagarre dans laquelle nous avons été impliqués. […] Je tiens aussi à complimenter les spectateurs qui sont restés avec nous dans ces circonstances difficiles pendant si longtemps et qui nous ont même soutenus. C'était impressionnant et je suis content d'avoir pu jouer un rôle afin de les divertir. »,. Le directeur de Mercedes Grand Prix, Ross Brawn, félicite son pilote : « Michael a fait une très belle deuxième moitié de course. Il a fait du très bon travail avec les pneus intermédiaires et ensuite avec les pneus tendres pour piste sèche. Il a malheureusement été dans l'impossibilité de maintenir derrière lui Webber et Button qui étaient plus rapides que lui, surtout lorsqu'ils utilisaient leur DRS. ». Nico Rosberg, après plusieurs accrochages au cours du Grand Prix, termine onzième, hors des points et déclare : « C'était une course très exigeante cet après-midi. […] Dans l'ensemble, tout s'est bien passé avec ma voiture, j'étais dans les points mais j'ai fait une erreur à l'épingle au soixante-sixième tour. Je tentais de doubler Kobayashi et j'étais très proche de lui au virage 10. Il a ralenti, ce à quoi je ne m'attendais pas, je l'ai percuté à l'arrière et j'ai endommagé mon aileron avant qui s'est détaché dans le dernier tour. Il m'est arrivé la même chose, à l'inverse, quand Sutil m'a percuté. […] Même si mon résultat n'est pas très bon, je suis certain que c'était une course passionnante pour les supporters devant leur téléviseurs. »,,

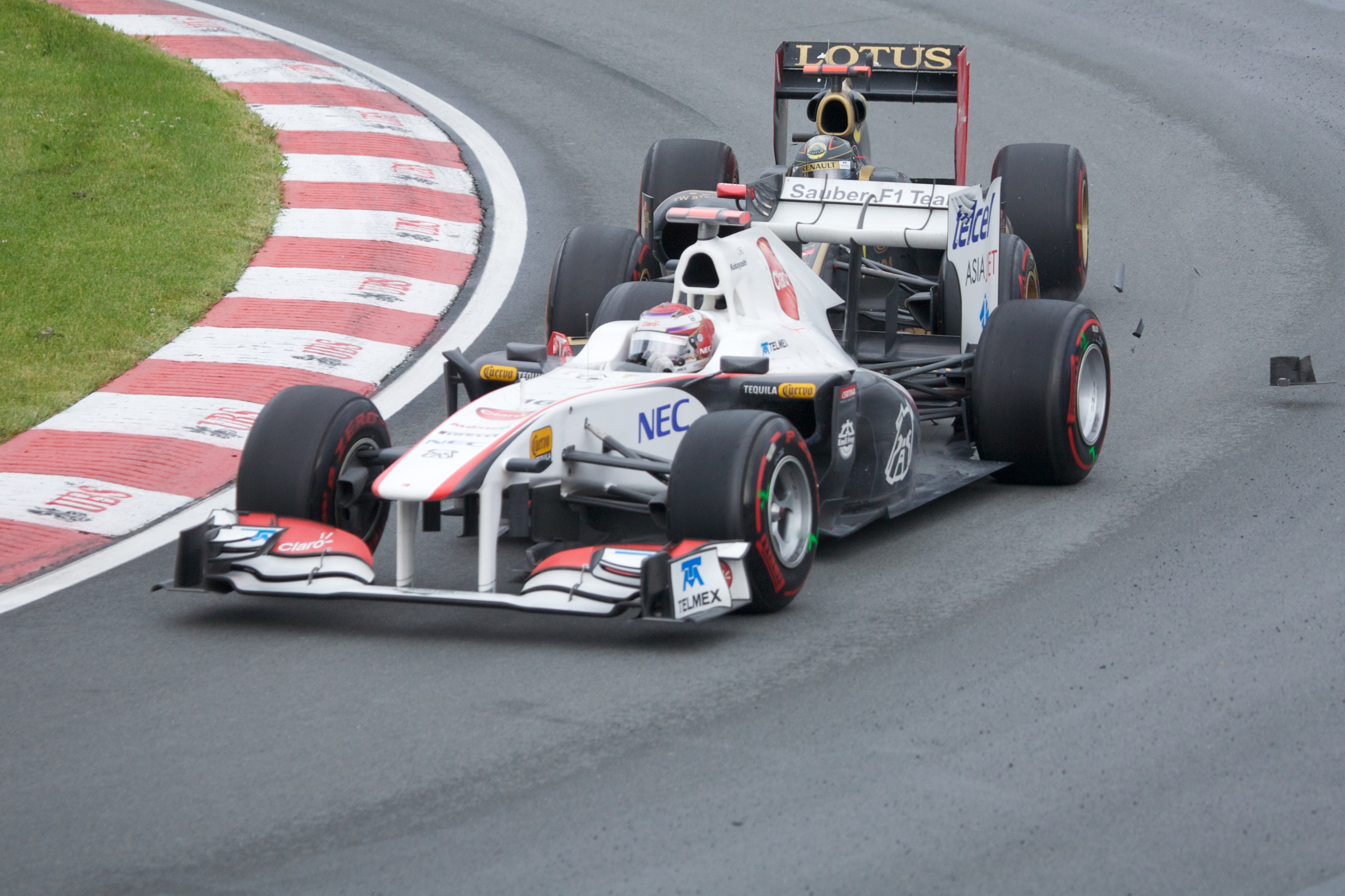
L'accrochage entre Heidfeld et Kobayashi au Grand Prix du Canada.

Deux semaines après son accident à Monaco, Vitaly Petrov réalise une course discrète et termine cinquième. Il est partagé entre satisfaction et déception : « Aujourd'hui, les conditions sont devenues très difficiles après quelques tours et arrêter la course était la bonne décision. Il n'y avait absolument aucune adhérence et la voiture partait en aquaplaning partout. […] Lorsque la course est repartie, nous avons essayé de tirer le meilleur de notre position. J'étais quatrième parce que j'avais décidé de ne pas changer de pneus avant le drapeau rouge. […] D'un côté, terminer cinquième après être parti dixième est un bon résultat. Mais d'un autre côté, je pense vraiment que j'aurais pu monter sur le podium. Cela dit, je suis heureux de ces nouveaux points et je pense que nous sommes de retour après quelques courses difficiles. »,. Son coéquipier Nick Heidfeld a abandonné à la suite d'un accrochage avec Kamui Kobayashi : « Naturellement, ma principale déception vient du fait que je n'ai pas terminé la course. J'étais derrière Kamui et il s'est passé quelque chose. Il a soudainement ralenti et je l'ai heurté à l’arrière. Mon aileron avant a cassé et j'ai fini hors de la piste. J'étais en course pour une cinquième place, c'est donc frustrant après l'assez bonne qualification de la veille. »,

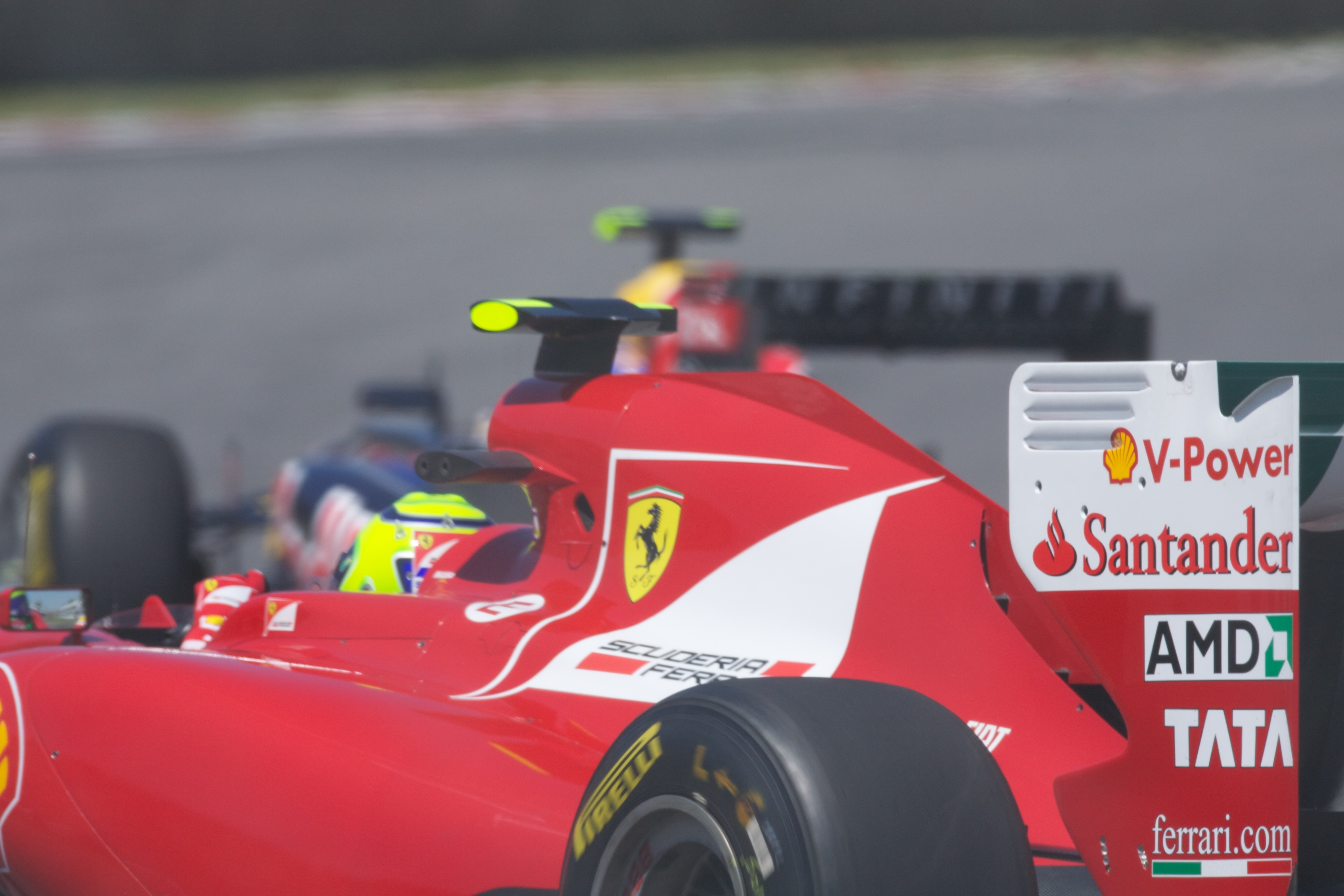
Felipe Massa se classe sixième du Grand Prix du Canada.

Les pilotes Ferrari, auteurs de bonnes qualifications, quittent le Canada sur des résultats en demi-teinte. Felipe Massa, termine sixième en doublant Kobayashi sur la ligne d'arrivée et nourrit des regrets : « Je ne peux pas être vraiment satisfait de cette sixième place, vu le potentiel que nous avions ici. […] Mes chances de finir sur le podium ou même de me battre pour la victoire avec l'évolution des choses se sont évaporées quand je doublais Karthikeyan. Il était très lent sur la trajectoire mais au moment où je le doublais dans l'humidité, il a accéléré et j'ai perdu le contrôle de la voiture ce qui m'a fait finir dans le mur. […] Grâce à la voiture de sécurité suivante, j'ai pu rattraper le peloton puis, à la fin, j'ai doublé quelques voitures pour finir au sixième rang. Je suis en colère, il ne sert à rien de le nier. Nous nous sommes bien qualifiés et nous étions dans le top trois jusqu'au drapeau rouge. Ce qui est arrivé est arrivé et c'est fini. »,. Son coéquipier Fernando Alonso, contraint à l'abandon après une collision avec Button et relégué à 92 points du leader du championnat, se lamente : « Tout s'est mal passé dès que nous avons vu qu'il pleuvait. […] Nous avions signé notre meilleure qualification de l'année et nous nous sommes retrouvés derrière la voiture de sécurité au départ. […] Quand nous les avons pris les pneus intermédiaires, le déluge est arrivé, avec le drapeau rouge, ce qui signifie que ceux qui n'avaient pas changé de pneus pouvaient le faire sans perdre de temps. […] Ensuite, il y a eu l'accrochage avec Button. Ma voiture est restée coincée sur un vibreur et je n'ai pas pu repartir. C'est une vraie déception parce qu'aujourd'hui nous avions un bon rythme mais nous avons été malchanceux : ce n'est pas une sensation que j'ai, c'est un fait. »,. La déception est la même chez les dirigeants de l'écurie, Stefano Domenicali déclarant : « Nous avons tous des regrets au terme de ce Grand Prix du Canada chaotique. Aujourd'hui, nous avions le potentiel de nous battre pour la victoire mais tout ce qui pouvait aller de travers est allé de travers. […] Finalement, la sixième place de Felipe est un peu difficile à avaler compte tenu du déroulement de la course. […] Nous allons laisser ce dimanche derrière nous et retenir le fait que notre niveau de performance était bon. »,
Kamui Kobayashi, longtemps deuxième, termine septième, partagé entre la joie de marquer des points et la déception de n'être pas mieux classé. Il déclare : « Nous avons marqué des points et finalement c'est le plus important. Nous avons prouvé que nous sommes bons sous la pluie mais quand la piste s'est asséchée, mon rythme n'était plus assez rapide pour défendre ma position. […] Je me suis qualifié treizième, ce n'est donc pas si mauvais de finir à la septième place mais je suis parti deuxième après le long drapeau rouge et compte tenu de cela, le résultat est décevant. J'ai tenté de ramener la voiture à l’arrivée à une meilleure place mais cela n'a pas fonctionné. »,,. Pedro de la Rosa, qui remplaçait Sergio Pérez pour cette course, termine douzième : « Tout d'abord, je tiens à remercier la FIA. Elle a arrêté la course quand cela devenait trop dangereux. […] Je suis parti de la dix-septième place et je suis remonté jusqu'à la neuvième position lorsque la voiture de sécurité est entrée en piste. […] Juste après le restart, Jenson et moi nous sommes touchés. […] Cela a ruiné ma course car j'ai perdu beaucoup de places. […] J'ai tenté de refaire mon retard mais les points n'étaient plus à ma portée. Je dois dire que cela aurait pu être bien meilleur aujourd'hui. […] C'était une course extrêmement mouvementée, surtout pour quelqu'un qui est monté dans la voiture au dernier moment. Je n'oublierai pas ces derniers jours passés ici, c’est certain. »,,,

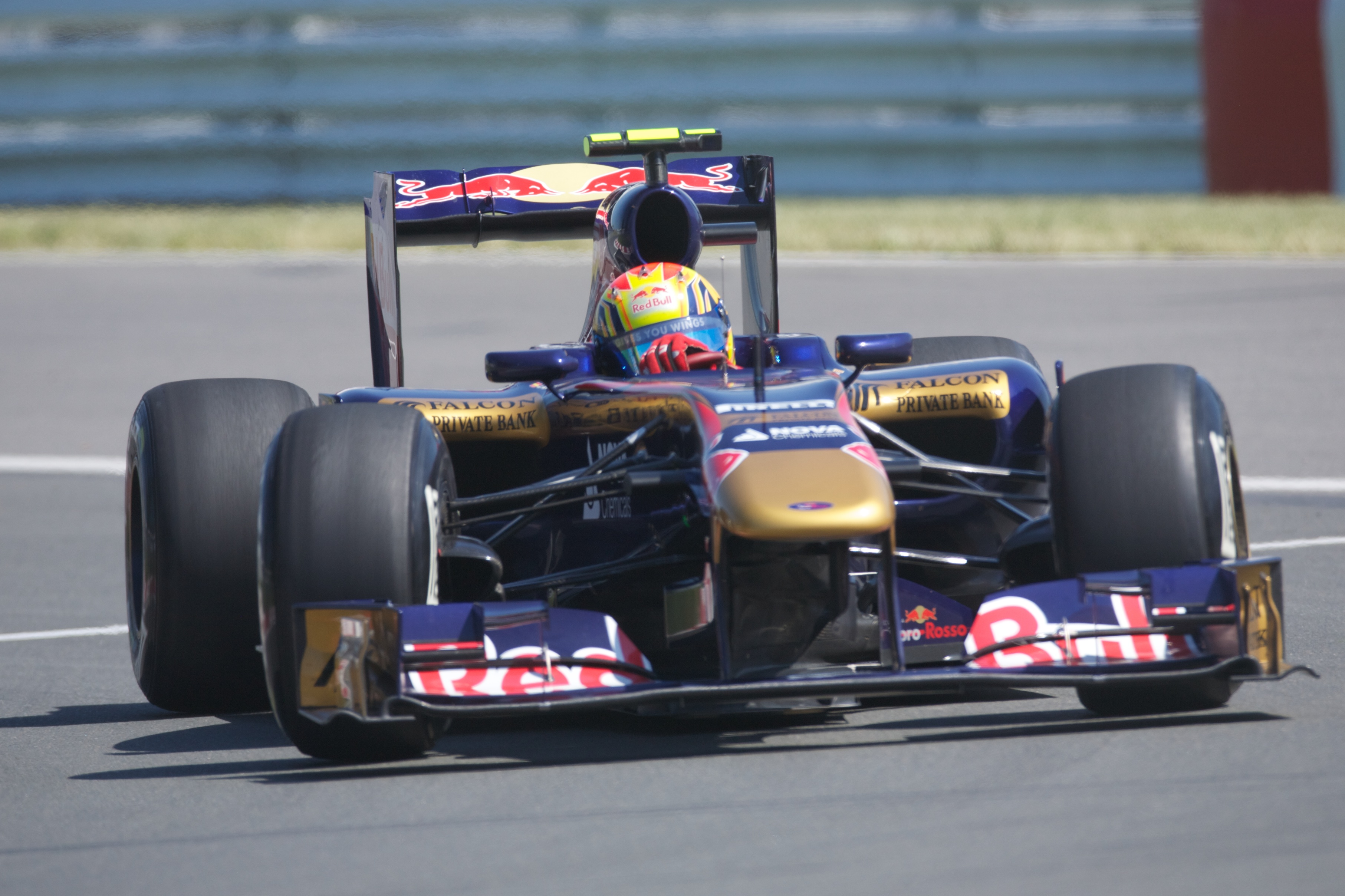
En terminant huitième, Jaime Alguersuari signe au Canada le meilleur résultat de sa carrière.

La Scuderia Toro Rosso inscrit cinq nouveaux points grâce à ses deux pilotes. Après un départ des stands pour adapter les réglages de sa voiture, Jaime Alguersuari, huitième, signe son meilleur résultat en Formule 1 : « Je suis très content parce que finir huitième en étant parti de la voie des stands est un très bon résultat pour nous. Je suis également très content d'avoir inscrit mes premiers points de la saison, même si je sais que je peux progresser sur la façon de régler la voiture pour qu'elle me convienne, surtout en qualifications. […] Les spectateurs méritent une mention pour être restés assis dans la fraîcheur et l'humidité si longtemps mais je pense qu'ils ont vu une belle course ». Sébastien Buemi a profité des déboires de Nico Rosberg pour inscrire un nouveau point : « Évidemment, je suis satisfait d'avoir marqué un point parce que c'est toujours important. […] Cependant, je suis un peu déçu parce que je pense que j'aurais pu faire mieux et que nous n'aurions pas dû mettre les pneus slicks aussi tôt. Mais si on regarde le résultat d'ensemble, avec la huitième place de Jaime, je suis très content pour l'équipe, qui a fait du très bon travail. »,,,

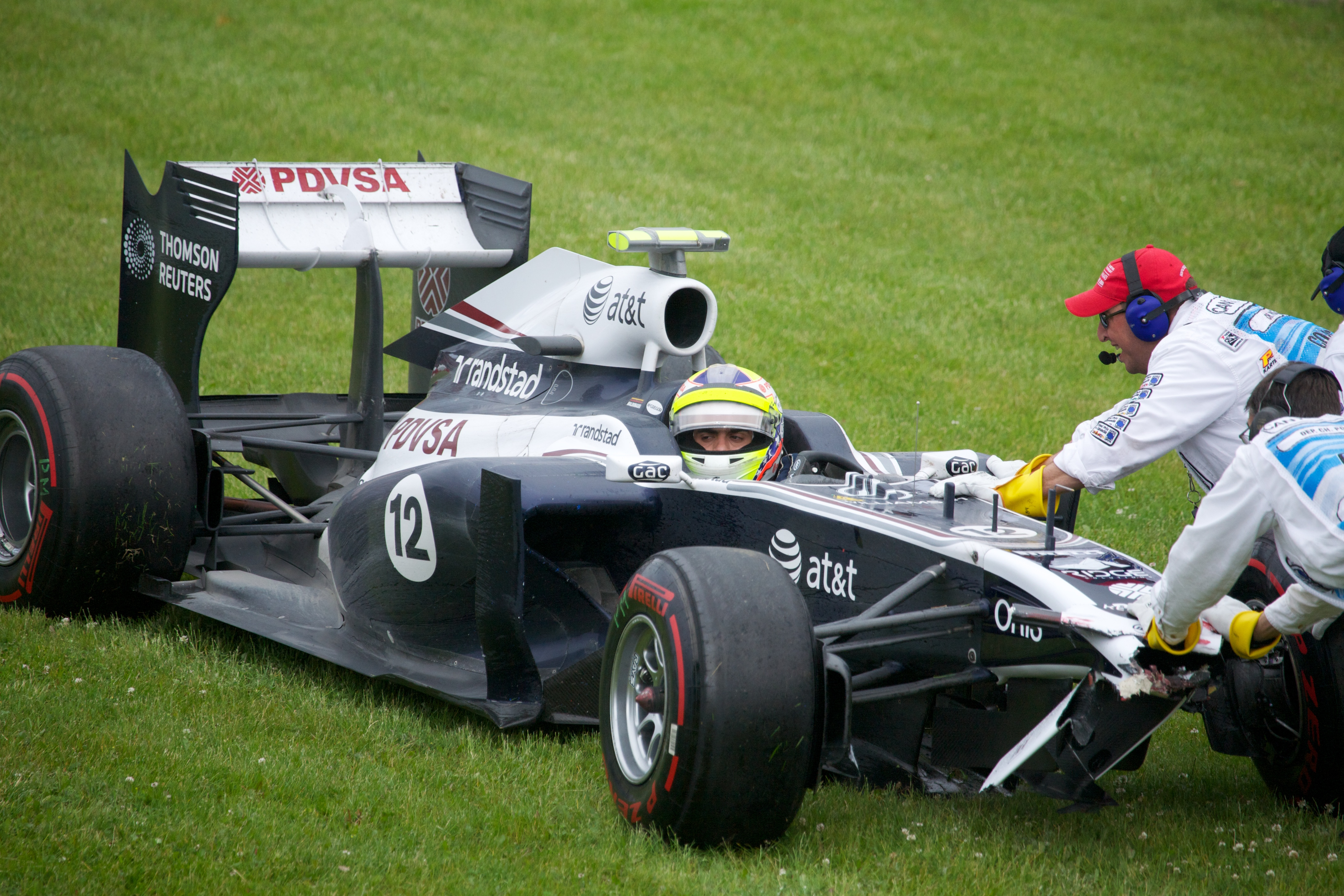
Barrichello inscrit deux points au Grand Prix du Canada, au contraire de Maldonado, qui abandonne sur sortie de piste.

Après sa neuvième place au Grand Prix précédent, Rubens Barrichello inscrit deux nouveaux points pour Williams, doublant le total de son équipe en 2011 : « En partant seizième, je suis ravi d'avoir réussi à marquer deux points de plus pour l'équipe. Cela aurait pu être encore mieux car j'ai perdu une sixième ou une septième place potentielle quand je suis sorti de la trajectoire pour éviter Kobayashi lorsque la dernière voiture de sécurité s'est effacée. […] Il est sorti large en dépassant un retardataire et a rejoint la piste sans me voir, ce qui m'a coûté plusieurs places. C'est dommage mais c'est quand même une bonne récompense de marquer à nouveau quelques points. » Pastor Maldonado a aussi été victime d'une erreur de Kobayashi : « C'était une course difficile pour moi. […] Au début, j'avais beaucoup de survirage donc la voiture était difficile à manier. Quand la course a repris, la voiture se comportait mieux en pneus intermédiaires et encore mieux en pneus slicks. […] Je me suis retrouvé pris dans l'incident au premier virage entre Kobayashi et Rosberg. Cela a cassé mon aileron avant et j'ai dû m'arrêter aux stands pour le changer. […] Mais j'ai fait une sortie de piste définitive sur la partie humide. »,,,

### Écuries hors des points

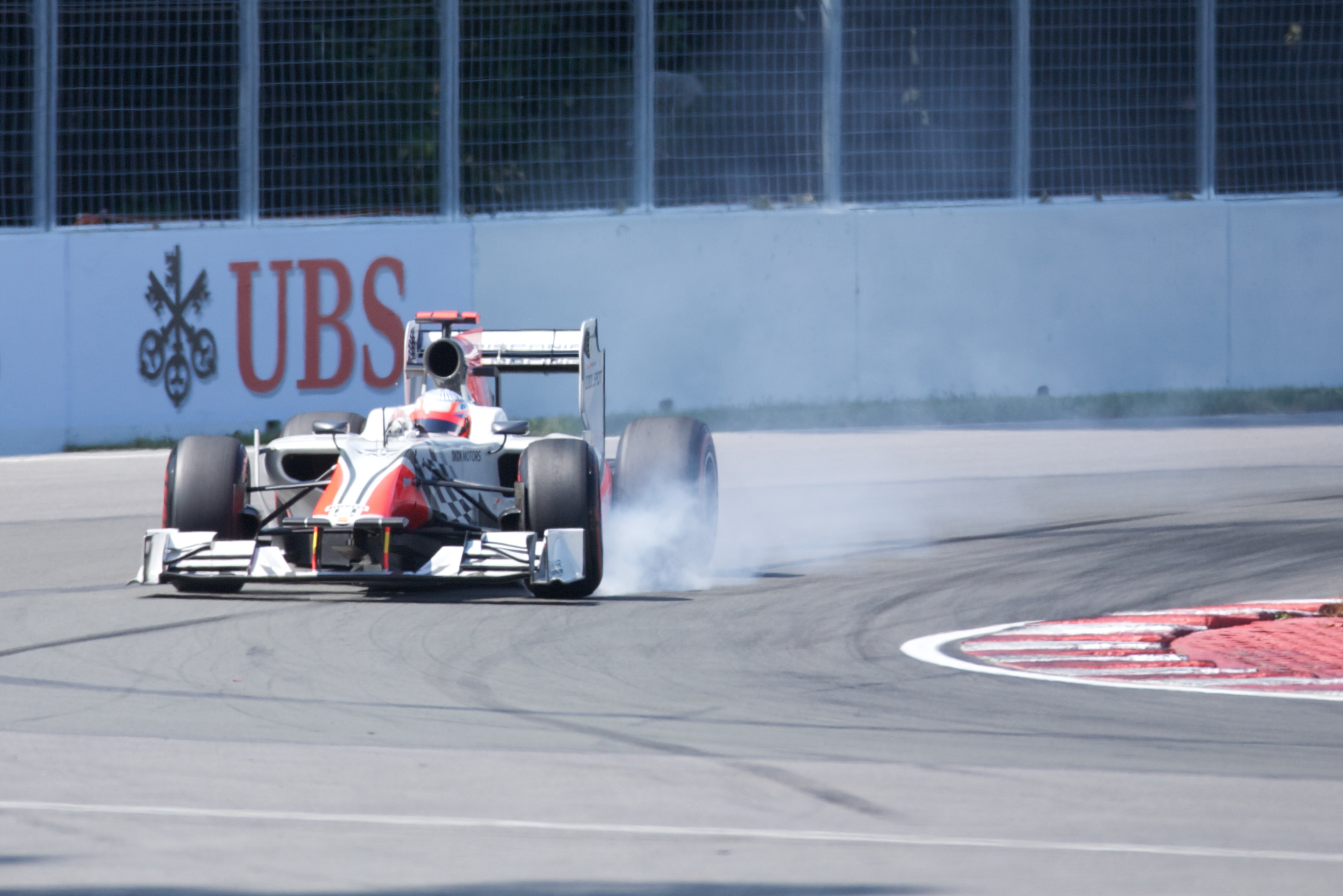
Les HRT signent au Canada leur meilleure performance depuis leurs débuts en Formule 1.

Hispania Racing F1 Team réalise le meilleur week-end de son histoire avec la vingt-et-unième place de Vitantonio Liuzzi en qualification, convertie en treizième place en course. L'Italien déclare : « C'était une course folle. Mais plus c'est fou plus on aime. […] C'est un superbe résultat pour tout le monde dans l'équipe parce que nous avons tout bien fait depuis samedi, quand nous avons eu un bon résultat en qualifications. Dans ce genre de situation, il faut toujours faire un pari, il faut être au bon endroit au bon moment, nous avons pris les bonnes décisions et l'équipe a travaillé à la perfection durant les arrêts. […] C'est une superbe sensation de doubler d'autres voitures, nous sommes toujours concentrés pour inquiéter nos plus proches rivaux mais cette course était folle parce que nous avons pu doubler beaucoup de voitures plus rapides. Tout ce qu'il faut, c'est être doux et garder le contrôle, c'est toujours une bonne sensation quand on pilote proprement. […] Nous avons obtenu notre meilleur résultat de la saison, ce qui est fantastique pour l'équipe. Nous espérons que ce ne sera pas notre meilleure arrivée de la saison, nous espérons faire encore mieux dans l'avenir et nous allons attaquer pour ça. »,. Narain Karthikeyan, quatorzième à l'arrivée, écope d'une pénalité de vingt secondes et est relégué à la dix-septième place finale. Il n'est toutefois pas mécontent de sa course : « C'était une course très intéressante pour nous, nous avons décroché notre meilleure position jusqu'à présent. […] J'ai très bien piloté aujourd'hui, dans des conditions humides et sèches. […] C'était une course agréable. J'ai doublé quelques voitures, d'Ambrosio et Glock et je suis content de finir la course. »,,

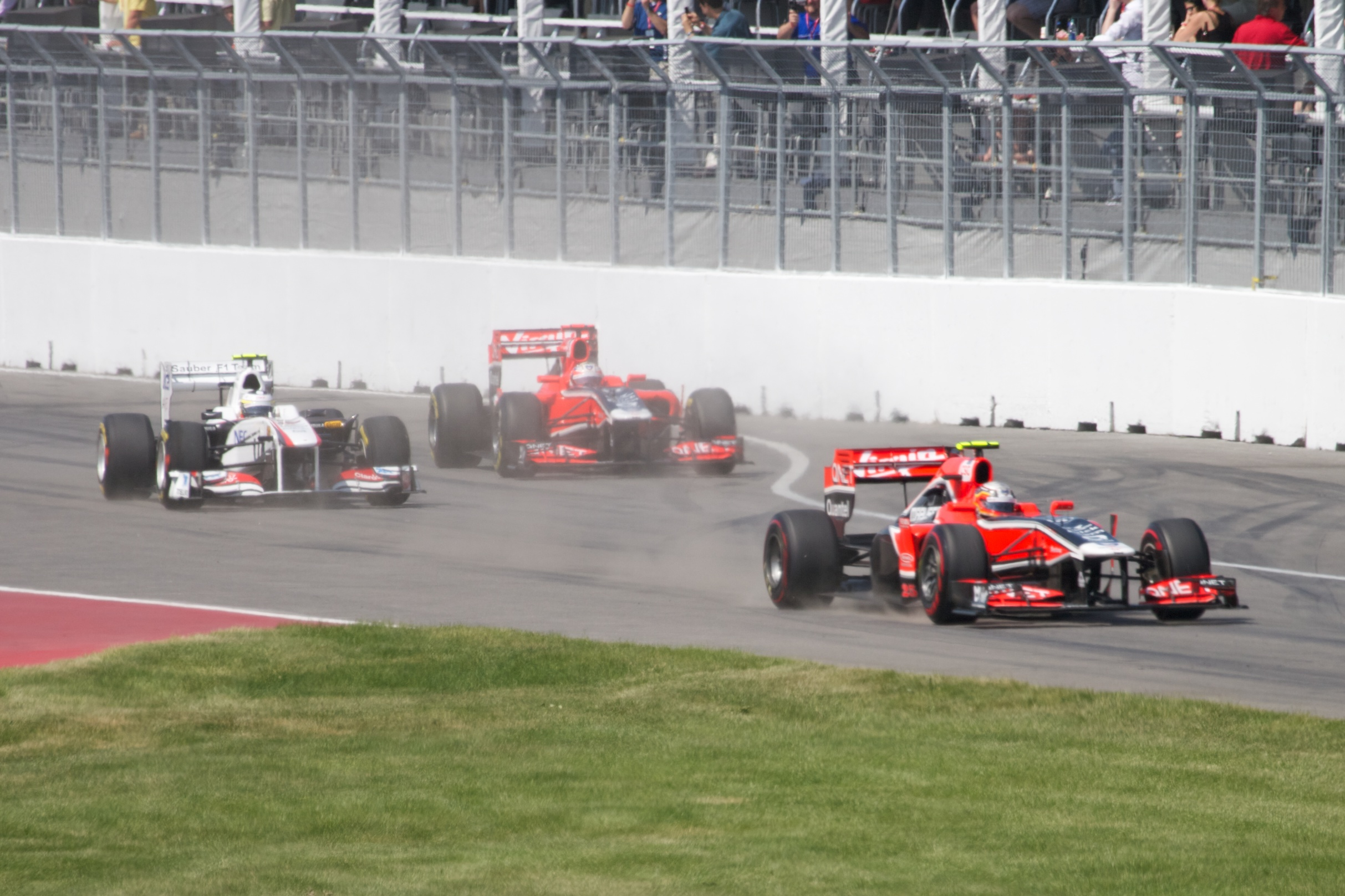
Les monoplaces des écuries Marussia Virgin Racing et Sauber au Grand Prix du Canada.

Marussia Virgin Racing obtient des résultats en demi-teinte : si les deux pilotes de l'écurie rallient l'arrivée, ils sont devancés par HRT. Jérôme d'Ambrosio, dernier sur la grille de départ, s'estime heureux de sa quatorzième place : « C'était une course incroyable. […] Il y a eu pas mal de hauts et de bas : avant le drapeau rouge, je m'étais arrêté par deux fois et ensuite, soudainement après le restart, je me suis retrouvé à me battre avec Timo et je me suis demandé ce qui se passait ! C'était dingue ! […] Lors du dernier restart, j'ai perdu beaucoup de temps avec les drapeaux bleus, en étant obligé de sortir de la trajectoire et d'aller sur la partie mouillée de la piste pour laisser tout le monde passer. […] Mais c'était une superbe course et vraiment une bonne expérience pour moi. »,,. Timo Glock a aussi connu une course trépidante mais difficile : « Cette course a été inhabituelle et difficile. […] Je crois que c'est une des plus longues courses que j'ai jamais disputées. […] Quand Karthikeyan est arrivé derrière moi, j'ai tenté de rester devant mais il m'a doublé au dernier virage et m'a poussé hors de la piste. Il a coupé la chicane en me doublant et Jérôme a été impliqué dans l'incident également. Dans le dernier tour, je ne pouvais rien faire parce que mes pneus étaient complètement détruits. »,,,

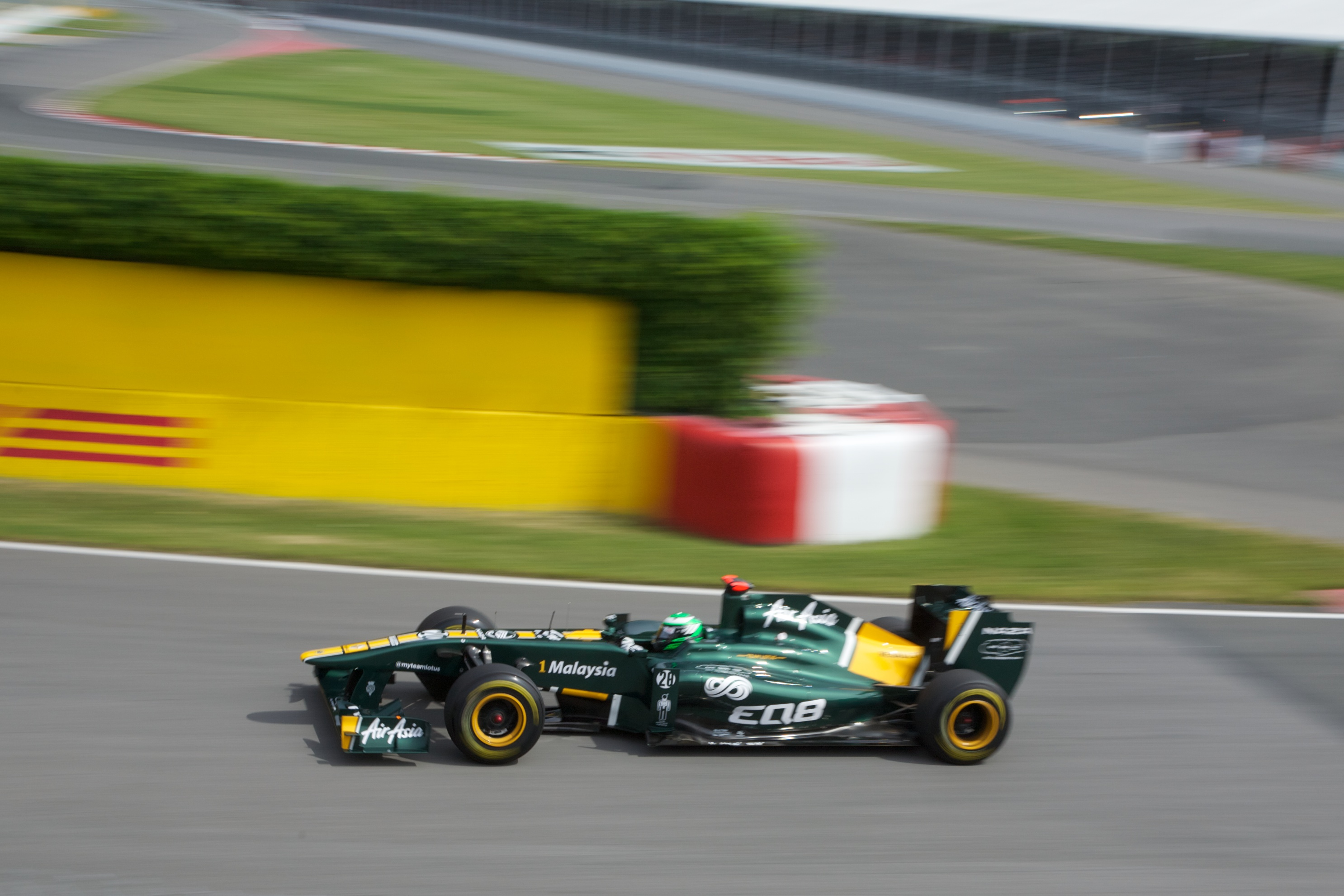
Heikki Kovalainen abandonne sur problème de transmission au Grand Prix du Canada.

Team Lotus a connu un week-end décevant. Après des qualifications honorables, les pilotes n'ont pas réussi à concrétiser pendant la course. Jarno Trulli termine seizième : « C'était une course très mouvementée. Elle a bien débuté mais j'ai eu du mal avec les freins. […] Ils se sont refroidis après la première voiture de sécurité et je n'ai pas pu les ramener à leur température optimale. […] Ensuite, j'ai eu un problème dans le cockpit. L'équipe n'a pas pu le réparer et j'ai fait du mieux que j'ai pu pour rallier l'arrivée. »,. Heikki Kovalainen a abandonné en raison d'un problème de transmission : « Malheureusement, ma course s'est terminée sur un problème d'arbre de transmission. Quand nous avons repris la course, j'ai rapidement perdu la direction et j'ai dû me retirer, ce qui est évidemment une fin de week-end décevante. »,,
Chez Force India, aucune des deux voitures ne rallie l'arrivée, les deux pilotes échouant dans le mur. Paul di Resta, un temps cinquième, a été pénalisé d'un drive-through pour un accrochage avec Nick Heidfeld avant de terminer sa course dans un bac à graviers. Déçu de sa course et de sa pénalité, il déclare : « Les conditions climatiques étaient très mauvaises aujourd'hui et étant donné l'intensité de la pluie, c'était la bonne décision d'interrompre la course. […] Après la relance de la course, les choses ne se passaient pas trop mal jusqu'à ce que je perde mon aileron avant dans un accrochage avec Heidfeld à la chicane. On m'a donné une pénalité pour ça et je dois dire que cela m'a surpris car cet accrochage n’a fait du tort qu'à moi. […] Après cela, je revenais sur le peloton et j'attaquais pour passer Rubens [Barrichello] dans les derniers tours. Malheureusement, j'ai attaqué un peu trop fort et j'ai touché le mur, ce qui a provoqué une crevaison. C'est pourquoi j'ai dû m'arrêter. C'est dommage parce que j'avais une bonne voiture aujourd'hui et que j'étais en mesure de marquer quelques points importants. »,,. À l'instar de son coéquipier, Adrian Sutil n'a pas fini la course : « Au début de la course, la visibilité était extrêmement mauvaise et il y avait très peu d'adhérence. […] Au restart, j'étais assez bien placé jusqu'à ce que je revienne trop près de Rosberg quand la voiture de sécurité est rentrée. Toutes les voitures devant moi ont ralenti à l'épingle et j'ai été piégé, ce qui a endommagé mon aileron avant. Après ma pénalité, je suis passé en pneus slicks, mais probablement un peu trop tôt. J'ai glissé, terminé dans le mur et cassé ma suspension arrière. »,,

## Classements généraux à l'issue de la course
| Pos. | Pilote             | Écurie               | Points |
| ---- | ------------------ | -------------------- | ------ |
| 1    | Sebastian Vettel   | Red Bull-Renault     | 161    |
| 2    | Jenson Button      | McLaren-Mercedes     | 101    |
| 3    | Mark Webber        | Red Bull-Renault     | 94     |
| 4    | Lewis Hamilton     | McLaren-Mercedes     | 85     |
| 5    | Fernando Alonso    | Ferrari              | 69     |
| 6    | Felipe Massa       | Ferrari              | 32     |
| 7    | Vitaly Petrov      | Renault              | 31     |
| 8    | Nick Heidfeld      | Renault              | 29     |
| 9    | Michael Schumacher | Mercedes             | 26     |
| 10   | Nico Rosberg       | Mercedes             | 26     |
| 11   | Kamui Kobayashi    | Sauber-Ferrari       | 25     |
| 12   | Adrian Sutil       | Force India-Mercedes | 8      |
| 13   | Sébastien Buemi    | Toro Rosso-Ferrari   | 8      |
| 14   | Jaime Alguersuari  | Toro Rosso-Ferrari   | 4      |
| 15   | Rubens Barrichello | Williams-Cosworth    | 4      |
| 16   | Sergio Pérez       | Sauber-Ferrari       | 2      |
| 17   | Paul di Resta      | Force India-Mercedes | 2      |

| Pos. | Écurie               | Points |
| ---- | -------------------- | ------ |
| 1    | Red Bull-Renault     | 255    |
| 2    | McLaren-Mercedes     | 186    |
| 3    | Ferrari              | 101    |
| 4    | Renault F1 Team      | 60     |
| 5    | Mercedes Grand Prix  | 52     |
| 6    | Sauber-Ferrari       | 27     |
| 7    | Toro Rosso-Ferrari   | 12     |
| 8    | Force India-Mercedes | 10     |
| 9    | Williams-Cosworth    | 4      |

## Statistiques

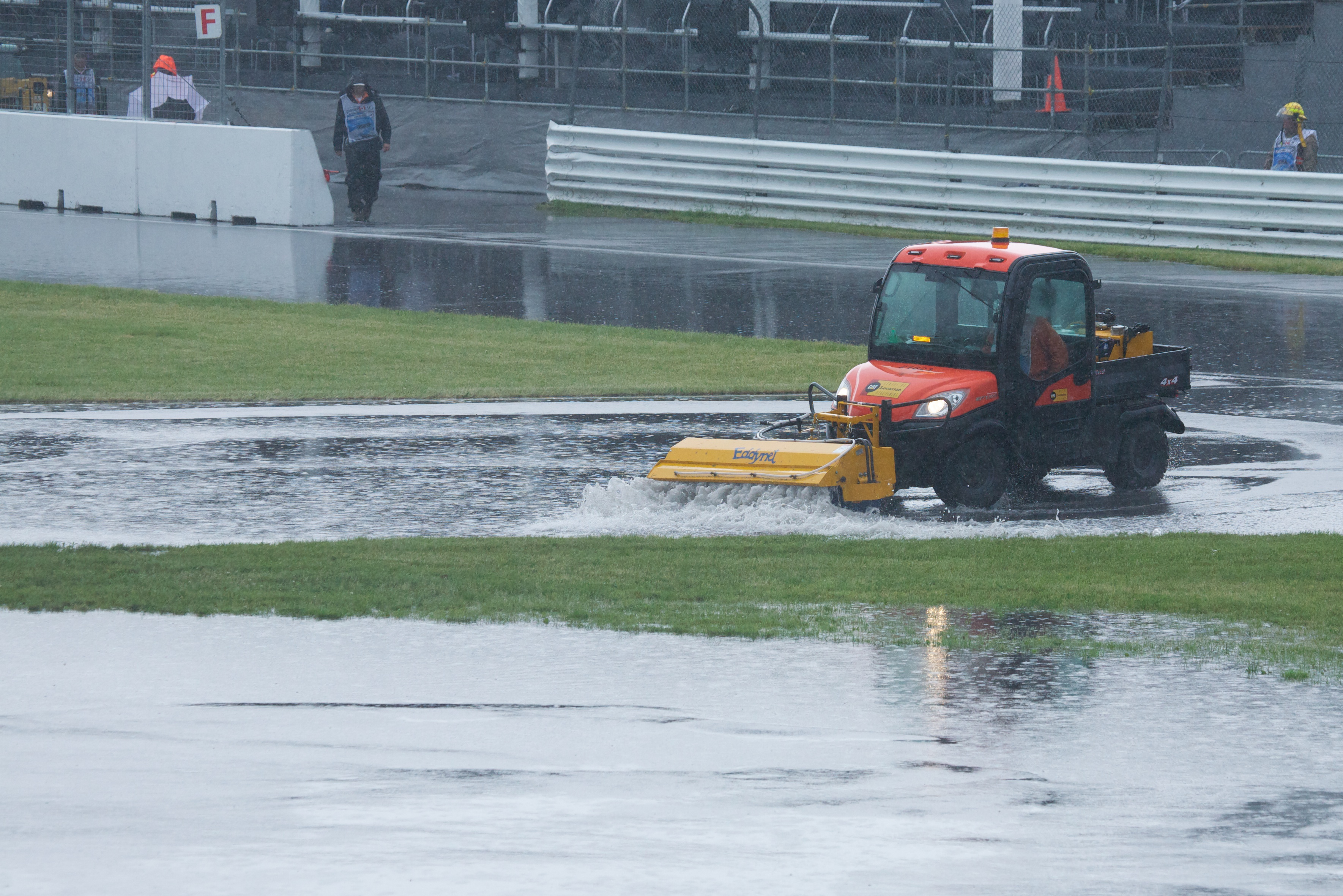
La course a été arrêtée pendant plus de deux heures à cause des précipitations.

Le Grand Prix du Canada 2011 représente :
- la 21e pole position de sa carrière pour Sebastian Vettel[159] ;
- la 10e victoire de sa carrière pour Jenson Button[160] ;
- la 171e victoire pour McLaren Racing en tant que constructeur[161] ;
- la 84e victoire pour Mercedes en tant que motoriste[162] ;
- le 90e meilleur tour en course pour un moteur Mercedes[163] ;
- la plus longue course de l'histoire de la Formule 1 en 4 heures 4 minutes et 39 secondes. L'ancien record datait des 500 miles d'Indianapolis en 1951, où les pilotes avaient roulé 3 heures et 57 minutes. La durée de ce Grand Prix s'explique par le changement de règlement de 2005 : lors de la sortie du drapeau rouge, on ne parle plus d'arrêt de la course mais de suspension et le temps des deux manches est additionné, même s'il dépasse les 2 heures réglementaires[164] ;
- le Grand Prix le plus lent de l'histoire de la Formule 1, le vainqueur ayant tourné à la moyenne de 74,864 km/h[165].

Au cours de ce Grand Prix :
- Mark Webber passe la barre des 500 points inscrits en championnat du monde (505,5 points)[166] ;
- Emerson Fittipaldi (144 départs en Grands Prix de Formule 1, 14 victoires, 35 podiums, 6 pole positions, 281 points inscrits et double champion du monde en 1972 et 1974) a été nommé conseiller par la FIA pour aider dans son jugement le groupe des commissaires de course lors de ce Grand Prix[167],[168] ;
- La voiture de sécurité est entrée six fois en piste pour neutraliser la course pendant trente tours, ce qui constitue deux nouveaux records en Formule 1[169].